# Révolution
Pour les articles homonymes, voir Révolution (homonymie).

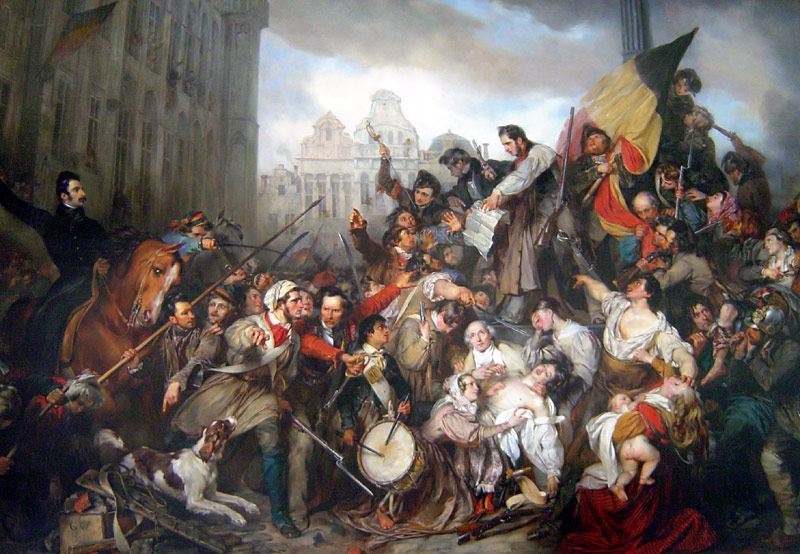
Illustration de la contagion révolutionnaire : avec lÉpisode des journées de septembre 1830, les autorités redoutent un embrasement en Belgique à la suite des Trois Glorieuses en France. Peint par Gustave Wappers. Musées royaux des Beaux-Arts de Belgique.

La Liberté guidant le peuple d'Eugène Delacroix célèbre la révolution des Trois Glorieuses des 27, 28 et 29 juillet 1830.

Une révolution, mot pris ici dans son acception politique, est un renversement radical d’un régime en place, et ce, par la force.
Ce fait social est, par exemple, défini par le Larousse comme un « changement brusque et violent dans la structure politique et sociale d'un État, qui se produit quand un groupe se révolte contre les autorités en place et prend le pouvoir ».
Le mot « révolution » n'apparaît dans le langage courant qu'à la fin du XVIIe siècle, lors de la Glorieuse Révolution anglaise de 1688, qui est une prise du pouvoir exécutif par une oligarchie ploutocratique, mais établissant une monarchie constitutionnelle. La révolution américaine, qui commence en 1763, oppose l'Empire britannique à des indépendantistes républicains. La Révolution française, amorcée dès avant 1789, constitue, elle, un fait historique plus complexe et voit l'abolition de l'Ancien Régime.
Au XIXe siècle, le Français Tocqueville est l'un des premiers à porter un regard critique sur le « mouvement révolutionnaire », associé au siècle des Lumières, qu'il ne dissocie pas d'une tendance des nations à s'instituer en États (centralisés ou fédérés, mais aux pouvoirs sans cesse étendus), tandis que, face aux inégalités croissantes que génèrent le capitalisme et le colonialisme, l'Allemand Karl Marx, entre autres, développe les premières approches théoriques du matérialisme historique, d'une « révolution prolétaire », qui doit nécessairement advenir au sein des pays industrialisés dominés par une classe sociale, la bourgeoisie marchande. La fin de ce siècle est tiraillée entre différentes formes d'impérialismes, lesquelles génèrent leur absolue contradiction, l'anarchisme.
Au XXe siècle, trois courants principaux émergent : l'un, dans la lignée du socialisme révolutionnaire, s'illustre par la révolution chinoise de 1911 et la révolution russe de 1917, deux régimes, antérieurement absolutistes, qui conduiront à des dictatures de fait au nom du marxisme-léninisme. Le deuxième convoque le nationalisme exacerbé allié au socialisme et au populisme, et engendre des révolutions à caractère fasciste (Italie en 1922, Allemagne en 1933). Ces deux premiers courants voient le recul des libertés individuelles, la disparition du régime parlementaire et la prise du pouvoir par une élite autoproclamée s'imposant par la violence policière et militaire. Le troisième courant enfin s'illustre par les révolutions du tiers monde, dans le cadre de la décolonisation et du droit des peuples à disposer d'eux-mêmes. Ce siècle est traversé par deux guerres mondiales qui affectent nécessairement de nombreux régimes politiques.
À la fin du XXe siècle, des révolutions à caractère religieux adviennent (par exemple, l'Iran en 1979), tandis que s'organisent, ailleurs, des mouvements destinés à combattre le néolibéralisme et que s'effondre le régime soviétique. La Chine, elle, toujours dirigée par un parti unique, entreprend sa propre révolution, en s'ouvrant à une forme de capitalisme, tout en adhérant à la doxa marxiste-léniniste.
Au XXIe siècle, d'autres formes de révolution se profilent, ancrées par exemple dans la transition écologique, l'altermondialisme, le libertarianisme, l'islamisme, au moment où plusieurs milliards d'individus se retrouvent connectés aux réseaux sociaux.
La révolution n'est donc pas un simple coup d'État, et n'obéit pas non plus nécessairement à une logique démocratique : « C'est parce que la société a toujours raison que l'histoire est tragique ».

## Étymologie et terminologie
Le mot « révolution » est issu du bas latin et latin chrétien revolutio, « révolution, retour (du temps) ; cycle, retour (des âmes par la métempsycose) » ; latin médiéval « révolution (astronomique) », dérivé du latin revolvere, « rouler (quelque chose) en arrière ; imprimer un mouvement circulaire à, faire revenir (quelque chose) à un point de son cycle ». C'est en 1660, lors de la restauration de la monarchie anglaise, qu'il a été utilisé pour la première fois dans son sens actuel, celui d'un mouvement politique amenant, ou tentant d'amener un changement brusque et en profondeur dans la structure politique et sociale d'un État.
La difficulté à définir le terme vient d'un usage répandu qui tend à le confondre avec celui de « révolte », lequel désigne la contestation par des groupes sociaux de mesures prises par les autorités en place, sans que cette contestation s'accompagne nécessairement d'une volonté de prendre le pouvoir et de se substituer à ces autorités. On parle donc habituellement de révolution a posteriori, une fois que le soulèvement a débouché sur une prise de pouvoir, laquelle s'exprime ensuite par d'importants changements institutionnels. À la différence de la révolte, qui est un mouvement de rébellion spontané se manifestant très tôt dans l'histoire (ex. la révolte de Spartacus), la révolution est généralement considérée comme un phénomène moderne et, sinon prémédité, du moins précédé de signes annonciateurs. Le mot désigne alors une succession d'événements résultant d'un programme (ou projet), voire d'une idéologie. Ce qui distingue donc la révolution de la simple révolte, c'est qu'il est possible de la théoriser.

## Définition

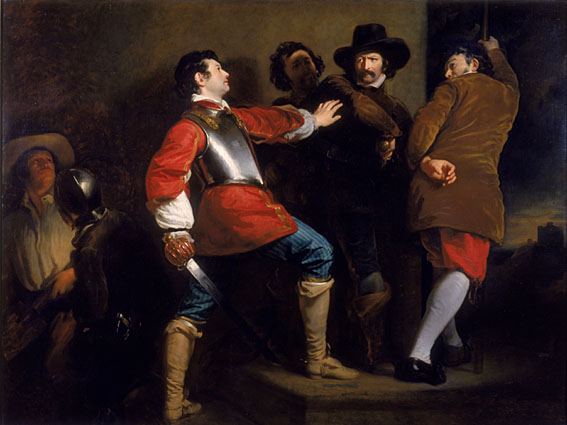
Henry Perronet Briggs, The Discovery of the Gunpowder Plot (v. 1823).

Selon l'historien américain Martin Malia, c'est quand la sociologie émerge comme science humaine, distincte de l'histoire, que l'on peut analyser le phénomène révolutionnaire. Crane Brinton est le premier à s'engager dans cette voie en 1938 avec The Anatomy of Revolution. Il entend mettre en valeur différents motifs que les révolutions ont en commun, notamment la fièvre qui s'empare d'un peuple quand le pouvoir ne répond plus à ses attentes. Mais Malia note que bien qu'il ait remanié son ouvrage en 1965, Brinton (au départ spécialiste de la Révolution française) applique aux révolutions anglaise, américaine et russe des facteurs caractéristiques du cas français. Faisant mention des travaux d'autres penseurs américains ayant essayé de formuler une typologie (Barrington Moore, Charles Tilly…), Malia estime qu'aucune conceptualisation n'est convaincante ni même envisageable.
En Europe également, des efforts sont déployés pour définir exactement le mot « révolution ». Analysant les tentatives d'Henri Janne, Jules Monnerot, Jean Baechler et Pierre Lepape, le penseur français Jacques Ellul, relève lui aussi des carences et des incohérences et il estime que les contextes historiques sont beaucoup trop différents pour que l'on puisse se risquer à fixer un concept universel. Tout au plus peut-on se livrer à des analyses comparées, ce qu'il fait lui-même. En revanche, Ellul distingue nettement la « révolte » de la « révolution », considérant que l'on ne peut parler de révolution sans traiter des rapports que les individus établissent avec l'État, thèse que reprend plus tard la sociologue américaine Theda Skocpol, s'appuyant sur sa formule « bringing the State back in » (« ramener l'État au cœur du débat »).

### Un rapport conflictuel à l'État
La « révolution », comme le « réformisme », vise à une transformation de l'organisation de la société, mais elle s'en distingue du fait qu'elle se présente comme une crise, un rapport de force se manifestant généralement par la violence. Elle entre ouvertement en conflit avec l'État et elle l'attaque de l'extérieur quand le réformisme entend modifier celui-ci en douceur, étape par étape et en général de l'intérieur. Pour autant, la révolution ne peut pas s'assimiler strictement à une posture anarchiste. En 1902, Paul Eltzbacher considère en effet que bien que les fondateurs de l'anarchisme aient en commun de rejeter l'autorité de l’État, il convient de distinguer ceux qui, comme Godwin et Proudhon, prévoient la transition de la société actuelle à la société préconisée sans violation du droit de ceux qui ne l'envisagent que par coup de force. Eltzbacher qualifie ces derniers de révolutionnaires. Un siècle plus tard, Xavier Bekaert adopte lui aussi cette typologie. Selon cette approche, ce que l'on appelle aujourd'hui désobéissance civile peut donc être compris comme un acte « pré-révolutionnaire ». Mais pour être qualifié pleinement de « révolutionnaire », un acte doit viser à renverser un gouvernement et lui en substituer un autre. Ellul souligne qu'il y a dans la révolution un véritable projet, une volonté de bâtir de nouvelles institutions, dimension qui manque à la simple révolte, laquelle relève de l'acte désespéré quand bien même elle peut s'en prendre à l'État.

### Un acte de renforcement de l'État
Si la majorité des théoriciens s'accordent à dire que la révolution vise à substituer un gouvernement à un autre, une autre difficulté à poser le concept de « révolution » vient du fait que la notion de gouvernement « évolue » sensiblement avec le temps depuis le XVIIIe siècle. Avant les grands événements révolutionnaires, en effet, la fonction d'un gouvernement était simplement d'instituer des lois garantissant le maintien d'un certain ordre dans la vie quotidienne et de protéger les populations des attaques des peuples étrangers. Or, la révolution américaine puis la Révolution française ont considérablement étendu le champ de ses compétences : celles-ci concernent désormais également l'éducation, la santé, la sécurité sociale, etc., à tel point que la notion d'État est devenue extrêmement concrète. Si dès le XIXe siècle, les intellectuels s'efforcent non seulement de la théoriser mais d'en faire l'apologie (Hegel en particulier), c'est que les individus ont de plus en plus tendance à s'en remettre à l'État, comme on s'en remettait autrefois à l'autorité divine, afin qu'il prenne soin de leur condition (au XXe siècle, on parlera même d'État-providence). Dans le sillage de la pensée de Tocqueville, Ellul pense que les révolutions ne font finalement que renforcer le pouvoir étatique au détriment de la responsabilité des individus,.

### Vers une désacralisation de l'État?

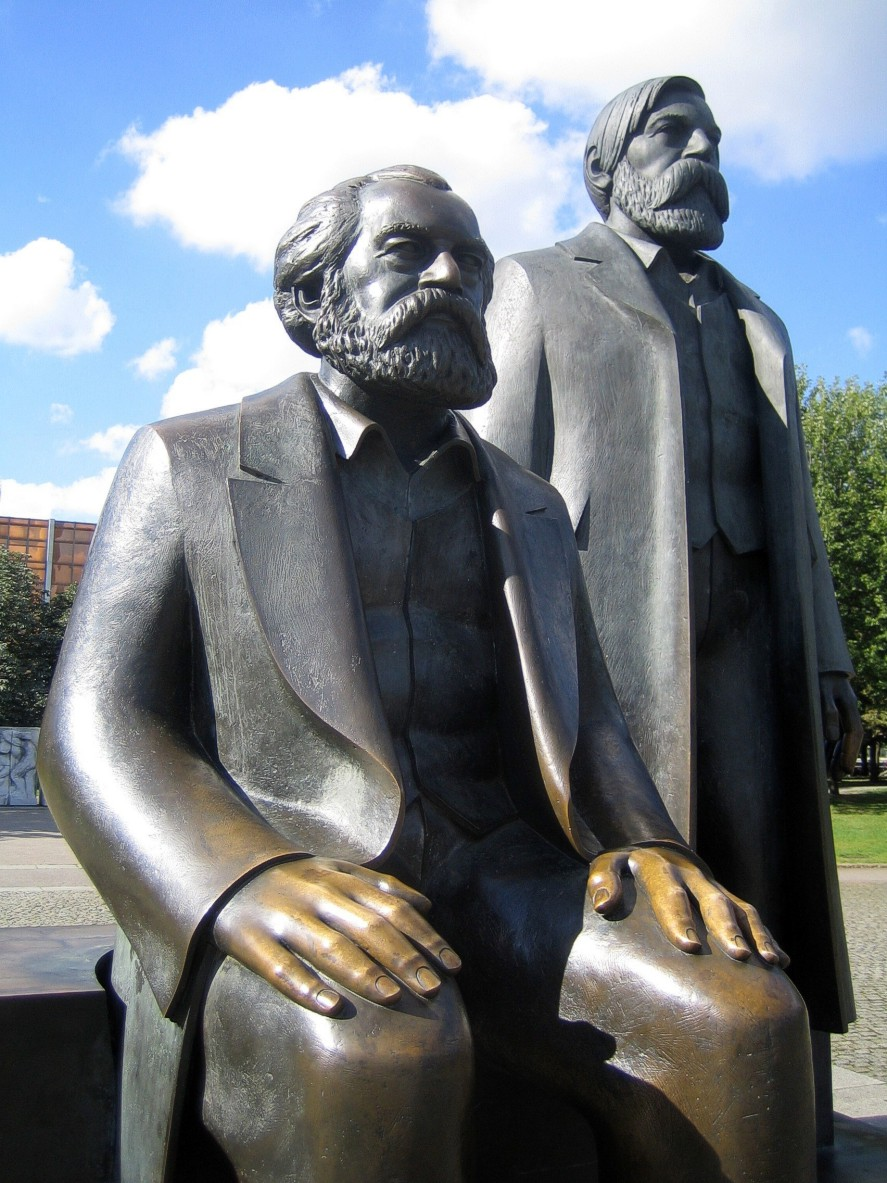
Groupe statuaire de Karl Marx et Friedrich Engels, Marx-Engels-Forum à Berlin.

Karl Marx fait le constat que la bourgeoisie a pris le contrôle de l'État dans le seul but de légitimer ses propres intérêts. Après avoir pris, au XIVe siècle, le pouvoir économique, elle a, au XVIIIe siècle, renforcé sa domination en créant de toutes pièces une classe sociale qui n'existait pas : la classe ouvrière (que Marx appelle « prolétariat »). De fait, la révolution industrielle est un mouvement initié par la bourgeoisie, au cours duquel une grande partie de la population rurale émigre vers les villes (urbanisation) pour se mettre à son service. Sans le régime salarial, aucune industrialisation n'aurait été possible ; or seul l'État est apte à légitimer le salariat, à rendre normal et acceptable le fait que le bourgeois est propriétaire de la force de travail de l'ouvrier. Pour ce faire, il fallait que le bourgeois prenne lui-même le contrôle politique, qu'il se saisisse des rênes de l'État, ce qu'il fait à partir de la Révolution française[Information douteuse].
Quant à Lénine, dans une célèbre conférence donnée le 11 juillet 1919, il conclut en ces termes en envisageant l'avenir : « Nous avons enlevé cette machine (l'État) aux capitalistes, nous l'avons prise pour nous. Avec cette machine ou cette massue nous écraserons toute l'exploitation, et lorsque sur la terre il n'y aura plus de possibilités d'exploitation, plus de gens possédant des terres et des fabriques, plus de gens qui se gavent tandis que d'autres ne mangent pas à leur faim, lorsque de telles choses ne seront plus possibles, alors, seulement, nous mettrons cette machine au rancart. Alors il n'y aura ni État, ni exploitation ».
Ellul reprend l'analyse de Marx : l'État est un appareil qui, sous couvert de républicanisme, justifie politiquement la domination économique bourgeoise. La démocratie parlementaire n'est donc qu'un dispositif spectaculaire tendant à faire croire à n'importe qui qu'il peut diriger l'État alors qu'en réalité, cela reste le privilège exclusif de la bourgeoisie possédante. Ellul considère l'anarchisme comme « la forme la plus aboutie du socialisme » au sens où, ayant démontré que tout État (même se réclamant du marxisme) étouffe l'initiative individuelle, la révolution doit avoir pour objectif de le démystifier, le faire apparaître pour ce qu'il est : « une machine » (bureaucratie, technocratie…) — qui plus est « une machine à légitimer la domination » —, puis lui substituer des structures déconcentrées (fédéralisme), à taille plus humaine, donc respectueuses des individus. Ellul se démarque toutefois de l'anarchisme, considérant qu'il est utopique de croire que l'on peut supprimer l'État car il est désormais beaucoup trop ancré dans les consciences. En revanche, il estime que la révolution exige son démantèlement progressif, ce qui nécessite autant de patience et de circonspection que de détermination. La révolution doit viser non pas les anciennes infrastructures de la société (le Capital) mais les nouvelles : la Technique et l'État. Elle reste en tout cas impossible sans la prise de conscience de la place qu'ils ont pris au XXe siècle par rapport au Capital. Aucune révolution n'est possible sans leur désacralisation.

## Historique
On s'attache ici à répertorier les révolutions qui se dénomment telles, donc qui se rattachent aux mouvements anglais libéraux du XVIIe siècle et socialistes du XIXe siècle.

### LeXVIIesiècle

#### La première révolution (1642-1651)
« Première révolution » est le nom donné par les libéraux anglais à la guerre civile anglaise qui vit le renversement du roi anglican Charles Ier et son remplacement par une république calviniste, qui fut dirigée par le « Protecteur » Oliver Cromwell.

#### La Glorieuse Révolution (1688-1689)
« Glorieuse Révolution » est le nom donné par les libéraux anglais au renversement du roi catholique Jacques II et son remplacement par le protestant Guillaume d'Orange, ce qui aboutit à la prise du pouvoir exécutif par un Parlement censitaire.

### LeXVIIIesiècle

#### La révolution américaine (1775-1783)
« Révolution américaine » est un terme utilisé par les Américains pour décrire la guerre d'indépendance menée contre l'Angleterre par ses colonies d'Amérique du Nord avec l'aide de la France.

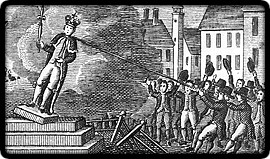
Le 9 juillet 1776, les New-Yorkais abattent la statue du roi de Grande-Bretagne.

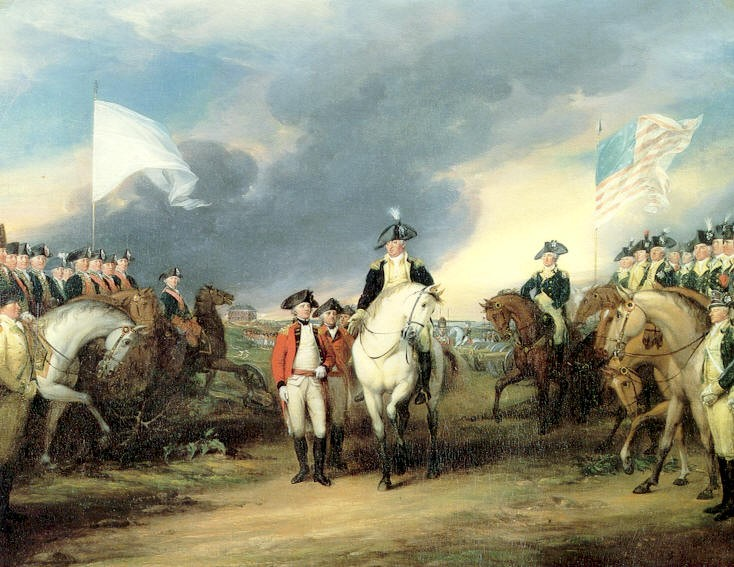
Capitulation de Cornwallis à Yorktown, par John Trumbull (1820).

Les soixante premières années du XVIIIe siècle sont marquées par des guerres coloniales entre Français et Anglais. En 1763, le traité de Paris met fin à ces conflits et consacre la victoire des Anglais qui annexent l'ensemble des territoires allant du Canada au Mississippi. Les rapports entre les Anglais et leurs treize colonies s'en trouvent considérablement modifiés : les colons, ne subissant plus de menaces extérieures, n'ont en effet plus besoin des Anglais pour les protéger. Les Anglais, par ailleurs, souhaitent réduire de leur budget la défense de leurs colonies et veulent modifier les termes de leurs échanges militaires et commerciaux avec elles, exigeant d'elles qu'elles assurent leur propre défense. 1764 marque le début d'une période de réaction de la part des colons, qui culmine en 1770 avec le massacre de Boston.
Des velléités d'indépendance se manifestent en 1774 (congrès de Philadelphie) qui se soldent l'année suivante par le début d'un conflit armé. Pétri par l'esprit des Lumières, Thomas Paine émigre d'Angleterre à Philadelphie et devient l'un des piliers du mouvement d'indépendance. Le 17 juin 1775, les Américains prennent l'ascendant sur les Anglais (bataille de Bunker Hill) et, le même jour, tiennent un second congrès qui confie à George Washington le commandement d'une armée, avec la mission de retirer aux Anglais l'administration des colonies. Le 4 juillet 1776, le congrès officialise la rupture et publie une Déclaration d'indépendance rédigée par Thomas Jefferson. Les conflits durent jusqu'en octobre 1781 (bataille de Yorktown). En 1783, des négociations ont lieu en France, la paix est signée à Paris le 3 septembre. Rédigée en 1787, la Constitution prend effet en 1789. Son premier objectif est d'établir l'équilibre entre l'exécutif (le président), le législatif (le Congrès) et le judiciaire (la Cour suprême).
La révolution américaine a créé un nouvel État (en l'occurrence une république fédérale) doté d'institutions marquées par une séparation nette des pouvoirs. Très rapidement, elle a eu un fort retentissement en Europe, notamment en France, provoquant d'importants changements intellectuels guidés par les idéaux républicain et démocratique. Les journaux européens ont suivi avec attention ce qui s'est passé outre-Atlantique tandis que le texte de la Déclaration d'indépendance américaine a été traduit dans tout le vieux continent, servant de source de réflexion à de nombreux juristes et intellectuels.
Les avis critiques concernant cette révolution sont partagés. Arendt considère les événements comme le paradigme de la révolution moderne, Jacques Ellul n'y voit qu'une simple guerre d'indépendance. Malia, comparant ces événements avec la révolution anglaise du siècle précédent, décrit « un curieux paradoxe » et s'interroge : « alors qu'après 1640, les Anglais vivent à l'évidence un mouvement institutionnel majeur qu'ils hésitent encore aujourd'hui à qualifier de révolution, les Américains, qui ne connaissent après 1765 qu'un modeste renversement structurel, l'ont aussitôt considéré comme un événement d'une radicalité extrême et, depuis, s'enorgueillissent de ses résultats. Avec la France, l'Amérique du Nord britannique a donc porté sur les fonts baptismaux le concept de révolution dans son acception moderne. Mais dans quel sens cette rébellion coloniale fut-elle une révolution ? ». Malia précise : « Les Américains n'ont pris aucune bastille et n'ont décapité aucun roi. Les principaux événements emblématiques sont une « partie de thé » (la fameuse Boston Tea Party) et quelques coups de mousquets tirés sur Lexington Green. […] La révolution américaine est singulière par d'autres aspects. Pour commencer, le souverain contre lequel les colonies se sont rebellées n'était pas présent sur les lieux mais séparé d'elles par près de 5 000 km d'océan, ce qui, dans une large mesure, fait de la révolution une guerre d'indépendance territoriale. Ensuite, il n'y avait guère à l'intérieur des colonies-mêmes d'institutions solides à renverser. (…) Enfin, la rébellion américaine se produisit dans des provinces où le revenu par tête était supérieur à celui de tous les pays de l'Ancien monde, ce qui limitait sérieusement la pression en faveur du changement social ». Malia se demande : « Qu'avait donc de « révolutionnaire » le soulèvement de 1776 ? Avant tout, il marque la création d'une république démocratique à l'échelle d'un continent, fait inouï, exploité et présenté comme l'avènement d'un monde nouveau et d'un homme nouveau, événement phare pour le reste de l'humanité. Par ailleurs, cette république est née dans le contexte d'une « fièvre » millénariste croissante, tout à fait comparable à celle qui avait provoqué les précédents épisodes révolutionnaires en Europe. […] C'est ce républicanisme eschatologique qu'avaient en tête les fondateurs lorsqu'ils inscrivirent sur le sceau national les mots Novus Ordo Seclorum (« nouvel ordre mondial ») et substituèrent au sens conservateur qu'avait le mot « révolution » dans l'Angleterre de 1688 sa signification moderne de bouleversement, celle qui fait date aujourd'hui ». La révolution atteint donc le stade du mythe, elle devient « le trait commun à toutes les révolutions modernes ».

#### La Révolution française (1789-1799)

Prise de la Bastille le 14 juillet 1789 par Hoüel.

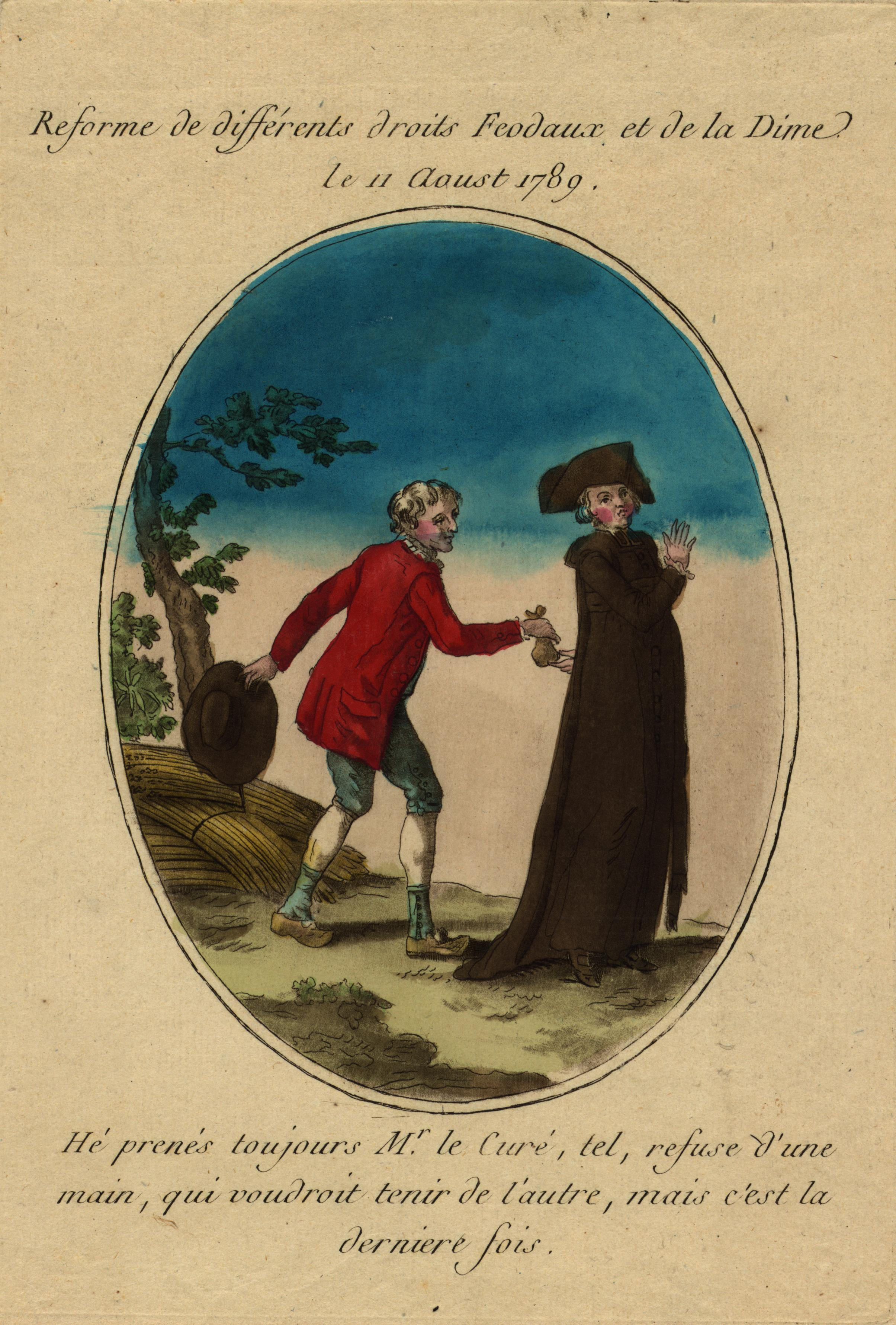
« Reforme de différents droits féodaux et de la dîme. Le 11 août 1789. »
(Caricature anonyme de 1789.
Un homme du tiers état : Hé, prenez toujours, M. le curé, tel refuse d'une main qui voudrait tenir de l'autre, mais c'est la dernière fois.)

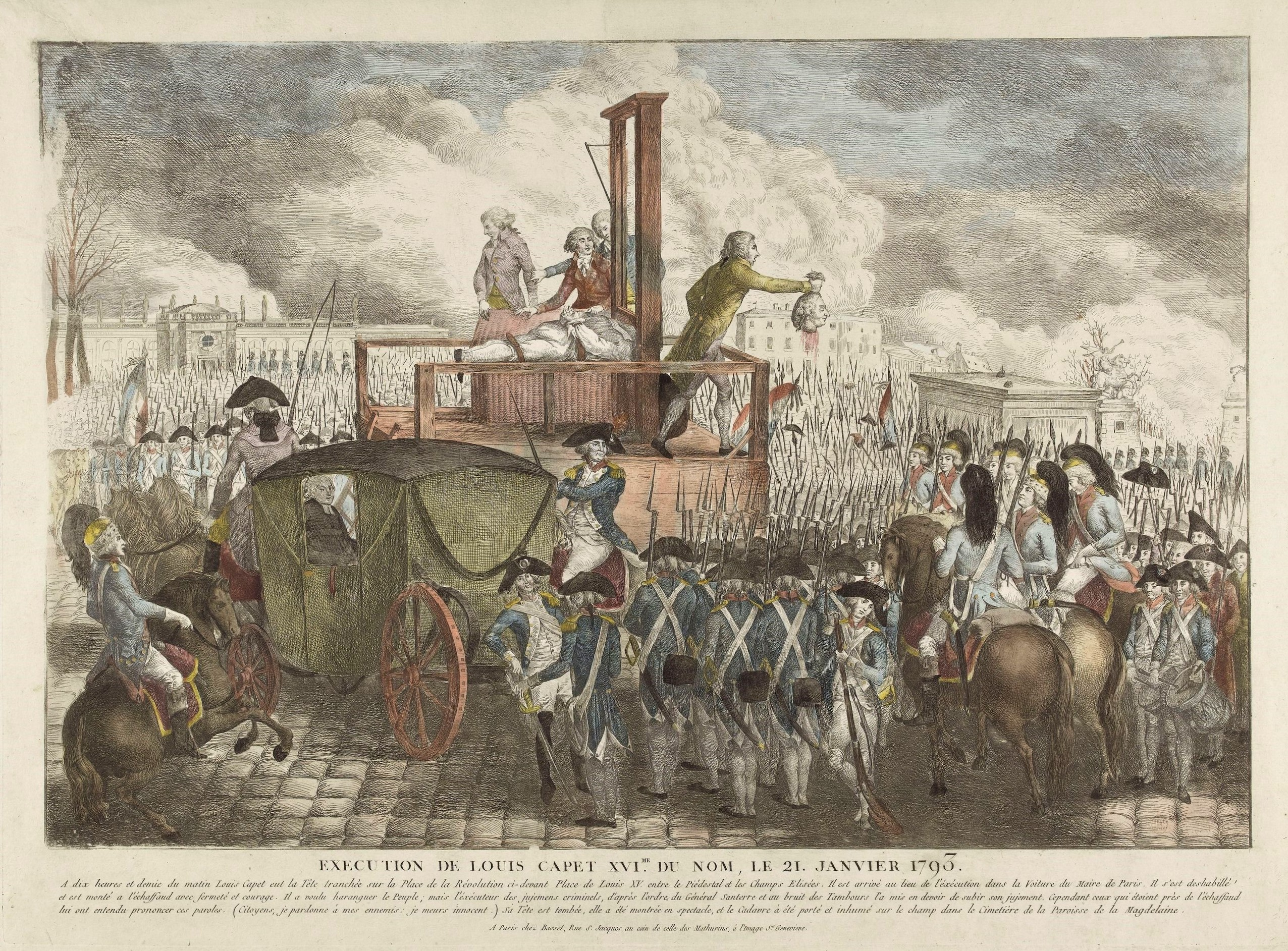
L'exécution de Louis XVI, gravure anonyme, Paris, musée Carnavalet, 1793.

À la suite des dépenses de la « révolution américaine », l'État français est en banqueroute. Le 5 mai 1789, pour remédier à la crise, le roi Louis XVI convoque les États généraux. Une forte majorité de députés se dégage, réclamant une monarchie constitutionnelle. Réunis à nouveau le 20 juin dans la salle du jeu de Paume, ils votent la transformation des États généraux en Assemblée constituante auto-proclamée. Le roi renvoie Necker, Premier ministre des finances, banquier suisse protestant. Apprenant la nouvelle, les jacobins s'emparent de la Bastille le 14 juillet. Le 4 août, l'Assemblée vote l'abolition de certains privilèges. Elle adopte la Déclaration des droits de l'homme et du citoyen, comme préambule et équivalent du Bill of rights anglais, puis jette les bases d'une constitution parlementaire où le pouvoir appartient, comme en Angleterre, aux citoyens aisés. La tension monte quand l'Assemblée proclame la « constitution civile du clergé ». Après la condamnation de celle-ci par le Pape, le roi la dénonce également. Le 20 juin 1791, il tente de s'enfuir de France mais est rattrapé à la frontière, ce qui ne fait qu'augmenter son discrédit auprès de l'Assemblée. L'Assemblée législative succède à la constituante le 20 septembre, sans vote ni légitimité nouvelle. En 1792, le mouvement se radicalise avec, à sa tête, le mouvement des Jacobins. Le 10 août, la monarchie est renversée, et la République est proclamée le 21 septembre. L'Assemblée déclare, sans motif ni prétexte, la guerre à l'Empire germanique, puis s'auto-dissout, sans que la Constitution ne soit jamais appliquée. Le 21 janvier 1793, le roi est décapité. Mais des dissensions naissent au sein des Jacobins. L'année est marquée par la naissance d'une guerre civile entre partisans du régime et opposants à la conscription forcée. En 1794, les sans-culottes (extrémistes jacobins) sont écartés du pouvoir par la bourgeoisie, laquelle, pendant cinq ans, louvoie pour se maintenir parmi les guerres qui se poursuivent et les compromissions internes, jusqu'à ce que, le 9 novembre 1799, un général, Napoléon Bonaparte, s'empare du pouvoir avec le titre de Premier consul, ce qui prépare le retour de la monarchie en 1804.
La Révolution a légué à la France actuelle la Déclaration des droits de l'homme et du citoyen, qui proclame l'égalité des citoyens devant la loi, certaines libertés fondamentales et la souveraineté de la Nation, apte à se gouverner au travers de représentants. Elle est restée un objet de débats ainsi qu'une référence à la fois positive et négative, en France comme dans le monde, créant des divisions durables par exemple entre les partisans de l'intervention étatique en économie et les défenseurs du libéralisme ou bien entre les anticléricaux et l'Église catholique. Pour certains[Qui ?], le caractère universel des idéaux de la Révolution française (« liberté, égalité, fraternité ») s'est imposé au point qu'il est d'usage de faire coïncider l'événement avec le concept de modernité, alors que pour d'autres[Qui ?] ces termes ne sont qu'un slogan[réf. nécessaire].
L'ensemble des historiens et sociologues admettent que la Révolution française a servi de tremplin aux exigences de la bourgeoisie et de la noblesse libérales, dont l'activité produisait toute la richesse commerciale du pays mais dont la prise de pouvoir se heurtait à la monarchie, ainsi qu'aux interdits de la religion catholique[réf. nécessaire]. En revanche, un débat oppose deux camps quant à l'identité des principaux acteurs : ceux qui considèrent que le soulèvement de 1789 est né principalement de la volonté populaire : c'est l'opinion la plus largement répandue, véhiculée par l'idéologie marxiste qui a longtemps imprégné les milieux intellectuels français et l'Éducation Nationale depuis sa création en 1880 ; et ceux pour qui cet élan populaire a été minime et a servi de paravent, le peuple ayant été, dès le départ, instrumentalisé par la bourgeoisie dans le but de s'approprier le pouvoir politique, voire n'y ayant pas participé du tout[réf. nécessaire]. En France, Jacques Ellul est le principal représentant de ce second courant : « le peuple ne fait jamais la révolution, écrit-il en 1969, il y participe ».

### LeXIXesiècle
Le XIXe siècle n'est pas marqué par des événements aux conséquences mondialement retentissantes, comme cela a été le cas au XVIIIe siècle (révolutions américaine et française) et comme ça le sera à nouveau au XXe siècle (révolutions russe et chinoise). En revanche, deux mouvements se produisent en France, qui attireront plus tard l'attention des premiers théoriciens de la révolution, principalement Karl Marx : la révolution de Paris (1848-1852) et la Commune de Paris (1871).

#### La révolution de 1848

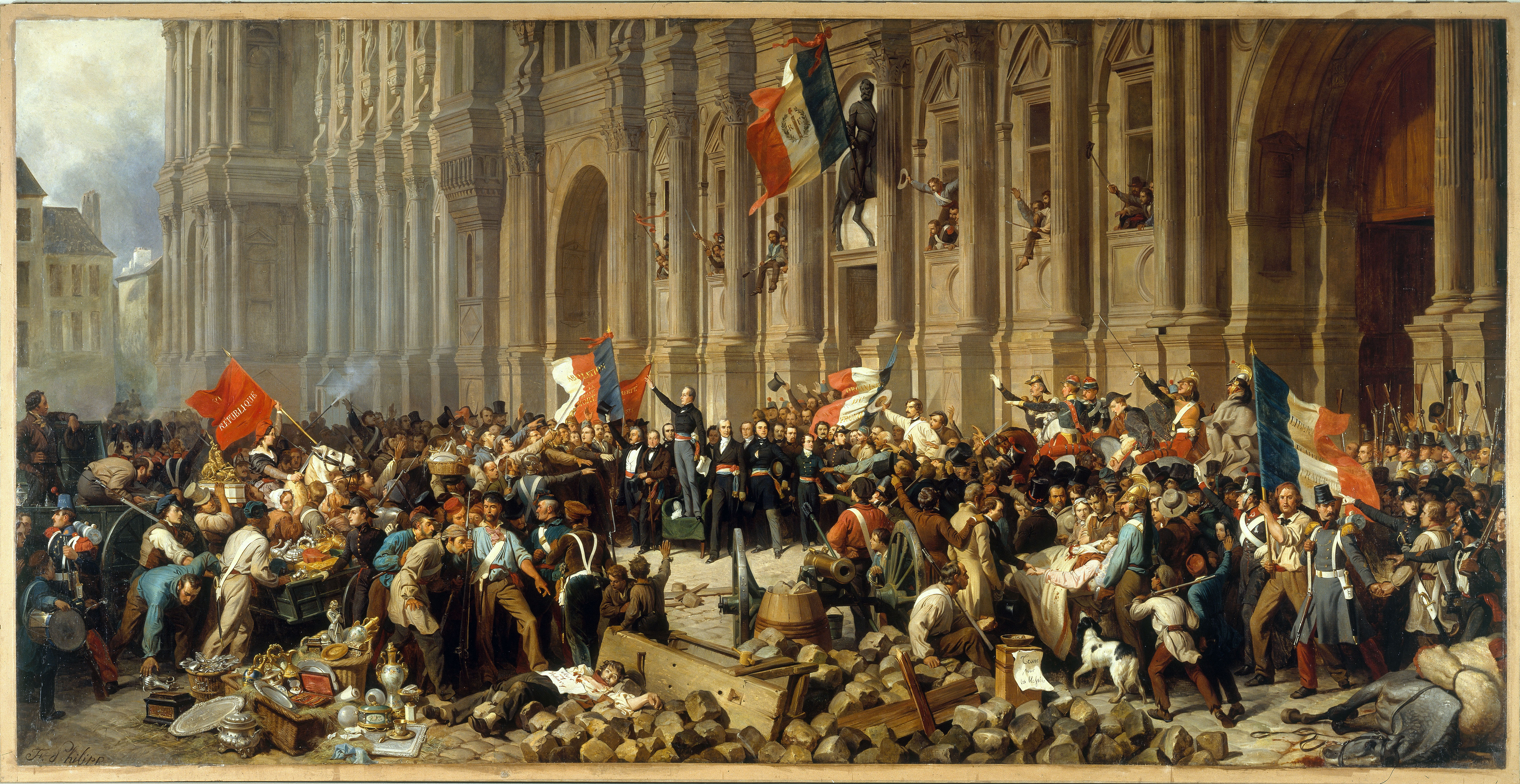
25 février : Lamartine, devant l’hôtel de ville de Paris, refuse le drapeau rouge.

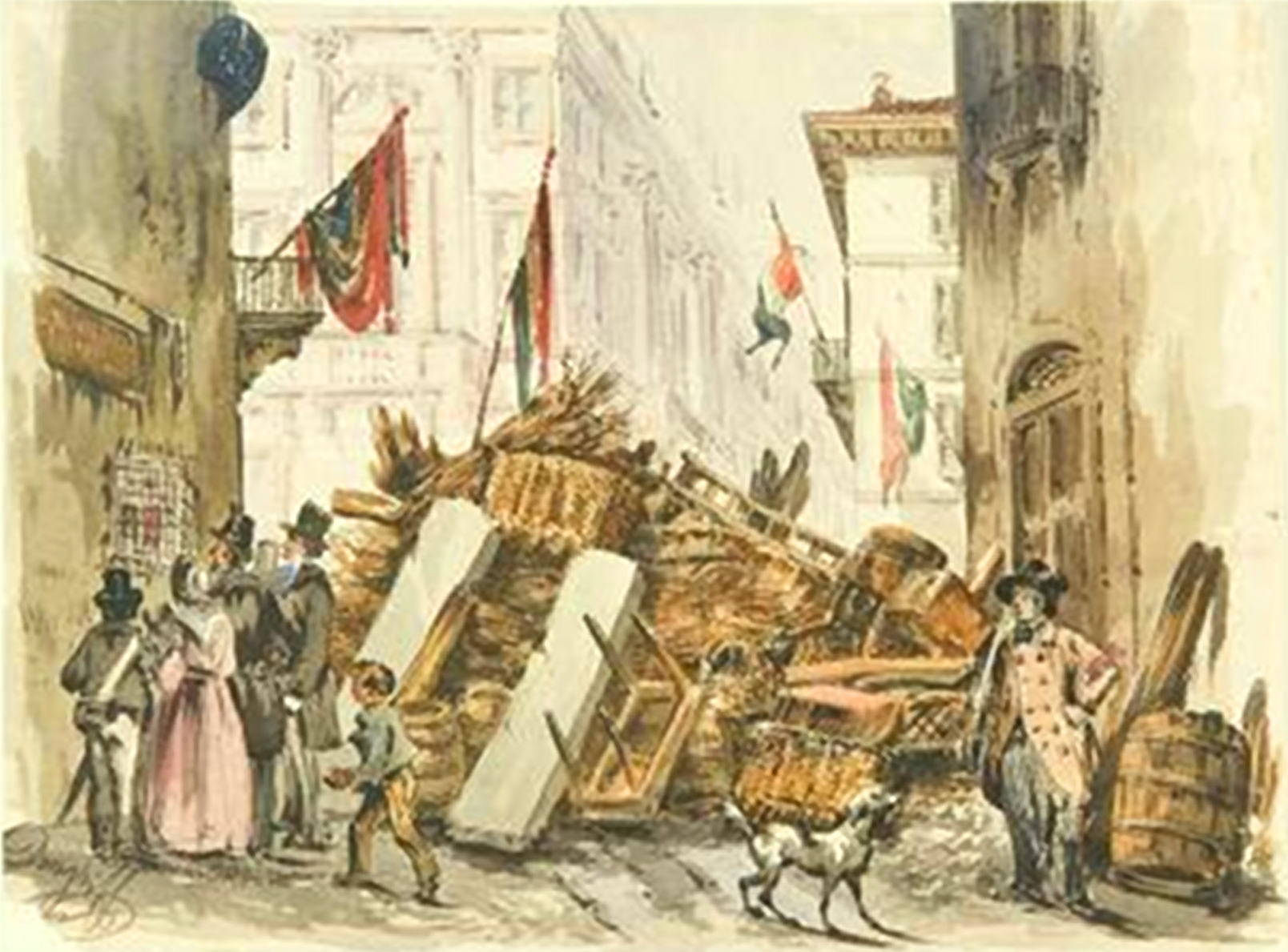
18-22 mars : cinq journées de Milan.

L'année 1848 est marquée par de nombreuses actions de soulèvement en Europe (France, Autriche, Italie, Allemagne). Toutes ont en commun la misère populaire et la terrible condition du prolétariat dans les villes (surtout en France) et toutes se solderont assez rapidement par l'échec. En France, le roi Louis-Philippe est contraint d'abdiquer et la République est proclamée à l'improviste mais elle ne durera que trois ans. En Autriche-Hongrie, Metternich doit s'enfuir mais la contestation est finalement réprimée par l'armée. Dans diverses régions d'Italie (Rome, Piémont, Vénétie, Sicile…) et d'Allemagne (principalement la Saxe, le Bade et le Palatinat), les revendications portent sur des changements institutionnels mais, là encore, en vain.
Depuis la Révolution française de 1789, la société s'est considérablement transformée, ceci moins pour des raisons d'ordre politique qu'en raison de l'évolution accélérée des moyens de production. En cinquante ans, le machinisme a provoqué une mutation profonde dans les façons de travailler, de vivre et de penser, dont l'ensemble de la population a conscience. Ce n'est pas un hasard si cette période voit poindre cette nouvelle science qu'est la sociologie et si, en 1838, l'économiste Adolphe Blanqui, dans l'un de ses cours, utilise pour la première fois l'expression « révolution industrielle » pour désigner cette mutation. En 1845, Karl Marx, qui vit à Paris depuis deux ans, développe deux thèses qui seront au centre de son œuvre, à savoir, d'une part, que c'est la nature même des moyens de production qui détermine l'histoire, bien plus que le contenu des idéaux politiques ; d'autre part, que « les philosophes n’ont fait qu’interpréter le monde de diverses manières ; ce qui importe, c'est de le transformer ». Au printemps 1847 à Bruxelles, puis une seconde fois en novembre à Londres, il rejoint un groupe politique clandestin, la Ligue des communistes, en compagnie d'Engels. Ils en rédigent alors le manifeste, qui sera connu sous le nom de Manifeste du parti communiste. Il paraît en février 1848 alors qu'éclate la révolution à Paris.

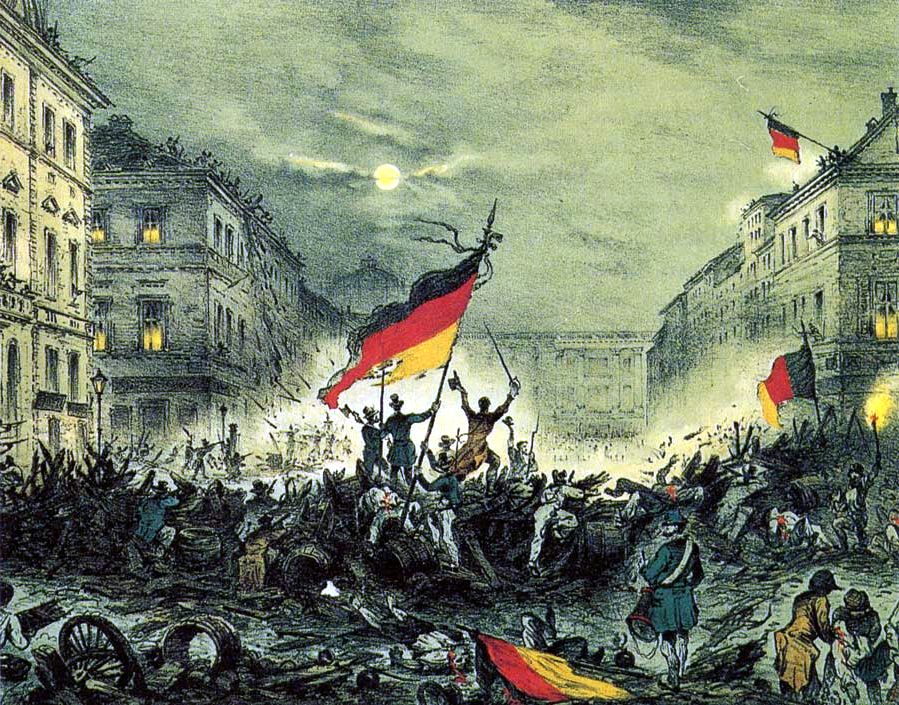
19 mars 1848 : révolution de Mars.

En France, le règne de Louis-Philippe est marqué par le développement et l'enrichissement rapide de la bourgeoisie manufacturière et financière et par l'extrême misère des classes ouvrières et la paupérisation des paysans devenus ouvriers, en particulier à partir de 1840, quand Guizot prend la tête du gouvernement, et surtout à partir de 1846, quand il se montre incapable d'endiguer une grave crise économique. En 1848, près des deux tiers des ouvriers en ameublement et du bâtiment sont au chômage. Les inégalités sont également criantes au niveau politique : le pays ne compte que 240 000 électeurs pour près de 35,5 millions d'habitants. La situation est particulièrement tendue à Paris, peuplée d'un million d'habitants vivant pour la plupart dans des conditions vétustes. Un soulèvement se produit le 22 février, une semaine après que le préfet de police a fait interdire les réunions politiques. Au bout de trois jours, le roi est contraint d'abdiquer et la Deuxième République est proclamée. Une partie des acteurs de ce renversement sont des catholiques sociaux modérés qui, derrière Lamartine et Arago, sont porteurs de réformes politiques (par exemple le rétablissement du suffrage universel masculin et la fin de l'esclavage dans les colonies françaises). D'autres, tels Louis Blanc, sont partisans de réformes sociales. Pour eux, l'État doit se doter de moyens de lutter contre le chômage. À défaut de pouvoir créer un ministère du travail, ils obtiennent la création des ateliers nationaux. Mais tous ces républicains authentiques voient leurs anciens adversaires politiques devenir des « républicains du lendemain ». Heureux de l'éviction de Louis-Philippe, de nombreux notables légitimistes se sont en effet ralliés à la République. Car même s'ils s'opposent vigoureusement à la laïcisation de l'enseignement et à bon nombre de réformes sociales, le suffrage universel leur paraît un moyen de reconquérir le pouvoir : ils comptent sur le contrôle économique qu'ils exercent dans tout le pays pour faire pression sur les électeurs. Le 23 avril ont lieu les élections en vue de former l'Assemblée constituante et de poser les bases du nouveau régime. Celle-ci est dominée par les modérés (environ 500). Les monarchistes, qui forment le parti de l'Ordre, sont 200 tandis que les radicaux ne totalisent que 100 députés et que les socialistes sont presque tous évincés. Le nombre de chômeurs augmente : le 18 mai, près de 115 000 personnes sont inscrites dans les ateliers nationaux parisiens. Aux yeux des classes dominantes, qui s'exaspèrent de devoir entretenir un nombre croissant de chômeurs, ces ateliers constituent une infamie morale. Alors qu'ils symbolisent la politique sociale mise en place après les journées de février, la majorité conservatrice de l'Assemblée vote leur dissolution en juin, ce qui provoque, aussitôt, une nouvelle insurrection : les journées de Juin. L'armée réprime durement les insurgés. Une fois vainqueurs, républicains modérés et monarchistes dispersent les ouvriers des ateliers nationaux (le 3 juillet), augmentent d'une heure la journée de travail et font déporter en Algérie, sans jugement, près de 4 350 insurgés. La liberté d'expression est grandement limitée, c'est la fin du rêve d'une république sociale. Les élections municipales (3 juillet), cantonales (27 août - 3 septembre) et législatives (17-18 septembre) révèlent une évolution de l'électorat : mécontents de la baisse des prix, ulcérés des moyens militaires utilisés pour percevoir l'impôt des 45 centimes, les ruraux désavouent la république. Les élections présidentielles (10 décembre) confirment ce rejet : soutenu par le parti de l'Ordre, Louis Napoléon Bonaparte est élu pour quatre ans avec plus de 75 % des suffrages exprimés. Le 2 décembre 1851, il opère un coup d'État qui met fin à la République et, un an plus tard (2 décembre 1852), se fait proclamer empereur.
Présents à Paris au milieu des années 1840, Karl Marx et Friedrich Engels y fréquentent les milieux activistes. Mais en 1845, à la demande du gouvernement prussien, ils en sont chassés et s'installent à Bruxelles, où ils écrivent le Manifeste du parti communiste. Celui-ci paraît en février 1848, quand éclatent les événements. Marx revient alors à Paris et il y séjourne par intermittence avant d'en être à nouveau chassé en juin 1849 (s'exilant cette fois à Londres, où il résidera jusqu'à la fin de sa vie). Ce mouvement, qui mène de l'abolition de la monarchie à celle de la république, exercera une influence d'autant plus notoire sur sa pensée que l'intervalle entre les deux moments aura été bref.
En 1852, Marx écrit une série de sept articles qui seront rassemblés plus tard sous le titre Le 18 Brumaire de Louis Bonaparte. Il analyse la période 1848-1851 sous l'angle de l’antagonisme de classe. L'ouvrage s’inscrit dans la prolongation des Luttes de classes en France (1850) dont il reprend la plupart des arguments, notamment l'idée que la République est l'outil ultime de domination de la bourgeoisie : « à la monarchie bourgeoise de Louis-Philippe succède la république bourgeoise. Autrement dit : si, au nom du roi, a régné une partie de la bourgeoisie, c’est désormais au nom du peuple que régnera l’ensemble de la bourgeoisie ». Considérant les événements sur la longue durée, il établit un parallèle entre le coup d'État du général Bonaparte (qui, selon le calendrier révolutionnaire, renversa le Directoire le 18 brumaire an VIII) et celui de son neveu, en 1851, qu'il présente comme la « deuxième édition du 18 brumaire ». Mais autant il considère Napoléon Ier comme un acteur à part entière de la Révolution française, et le Premier Empire comme l'accomplissement de celle-ci, autant les événements de 1848 ne sont pour lui « que le retour du spectre de la vieille révolution ». Le Second Empire n'est en rien le prolongement de la révolution mais sa négation.

#### La Commune de Paris (1871)

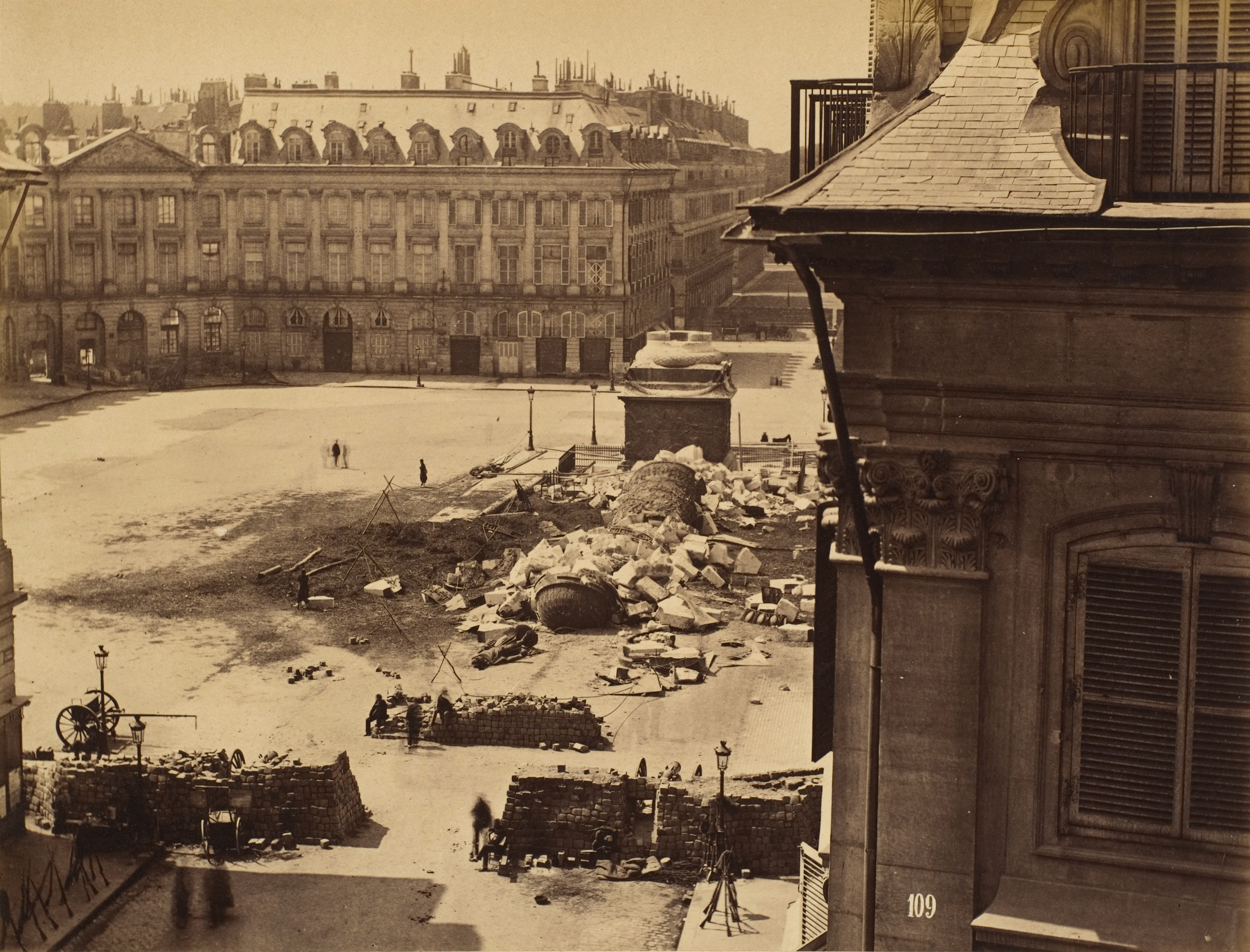
Chute de la colonne Vendôme, photographie de Franck.

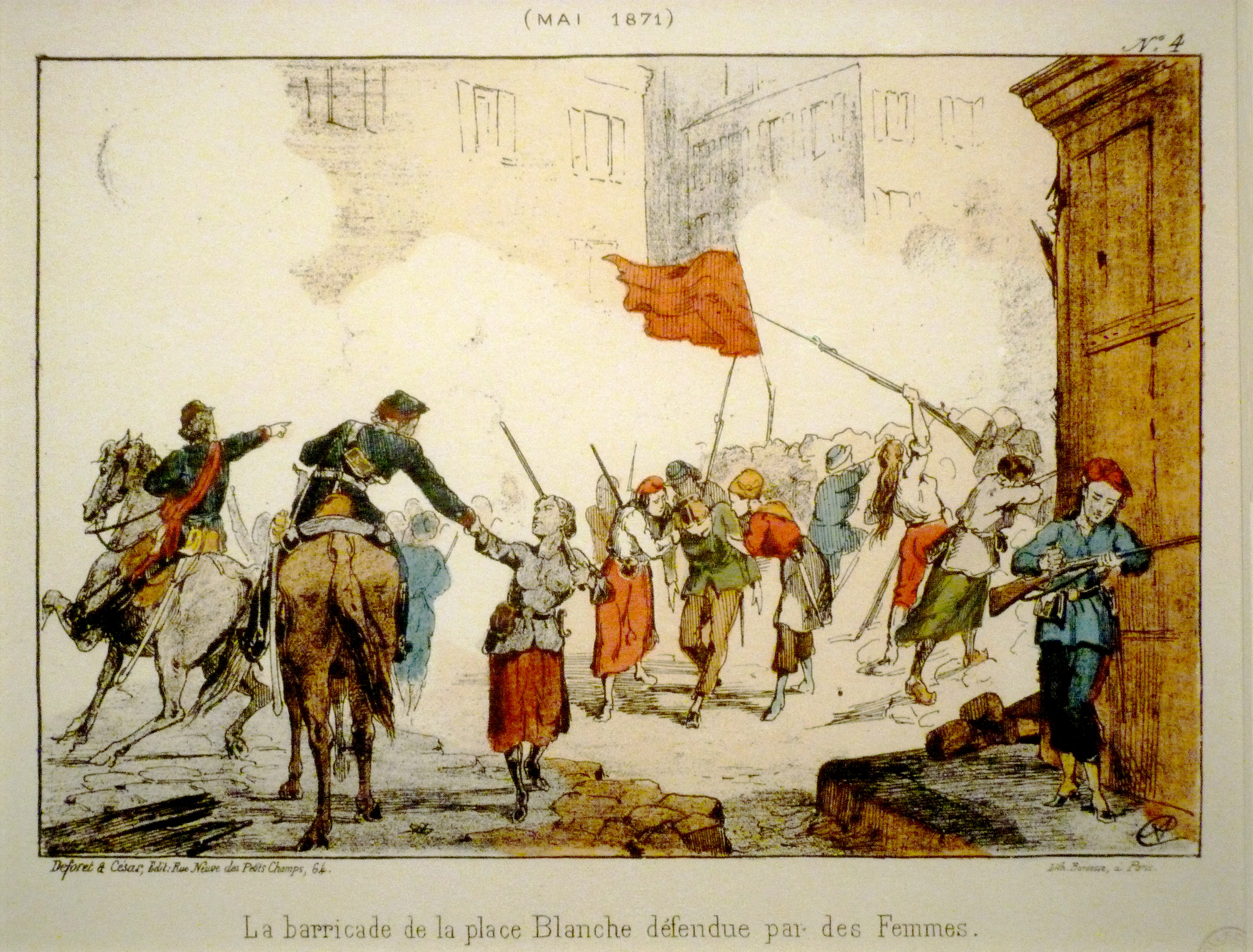
La barricade de la place Blanche défendue par des femmes, lithographie d'Hector Moloch.

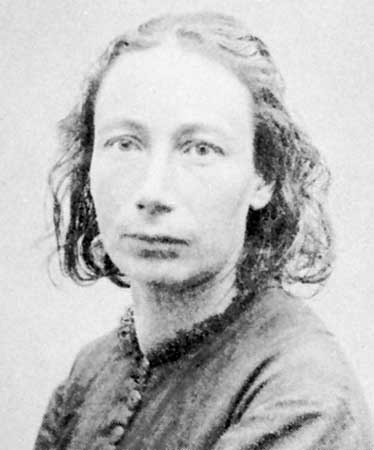
Louise Michel en 1871.

En juillet 1870, Napoléon III a entamé une guerre contre la Prusse. Le 4 septembre, à la suite d'une journée d'émeute parisienne, il est renversé. Un gouvernement de la Défense nationale s'installe à l'hôtel de ville de Paris, officiellement pour poursuivre la guerre contre les États allemands, en réalité dans le but secret de signer la capitulation. Le 18 janvier 1871, alors que Paris est assiégé et connaît une grave famine, l'Empire allemand est proclamé à Versailles. Le 28, un armistice est signé, le temps laissé aux Français de convoquer l'Assemblée nationale afin qu'elle décide de la poursuite ou de la cessation de la guerre. Le 8 février, une forte proportion de monarchistes sont favorables à la paix mais la plus grande partie des élus parisiens y sont opposés. Le 10 mars, l'Assemblée transfère son siège de Paris à Versailles. Un grand nombre de Parisiens (essentiellement les habitants des quartiers bourgeois) quittent également la ville. En revanche, dans les quartiers est, les classes populaires (essentiellement les ouvriers qui constituent un quart de la population) ont commencé à s'organiser en vue d'un conflit. Le 17, le gouvernement Thiers envoie la troupe à Paris afin de s'emparer des canons de la Garde nationale. C'est ce projet qui constitue l'élément déclencheur de la Commune.
Le 18 mars, instruits de ce qui s'est passé en juin 1848, les Parisiens s'opposent à la troupe venue chercher les canons. Mais rapidement, celle-ci fraternise avec eux. Ils capturent deux généraux chargés de la manœuvre et les fusillent. Pendant plus de deux mois, ils vont tenir tête à l'État. Le 26 mars, des élections se déroulent pour désigner les membres du Conseil de la Commune. Une grande partie de leur action est absorbée par la lutte contre les troupes de Thiers, lesquelles bénéficient de l'appui du chancelier allemand Bismarck. Alors que la convention d'armistice n'autorise que 40 000 soldats français en région parisienne, celui-ci libère près de 60 000 prisonniers de guerre qui s'adjoignent aux troupes de Thiers. Face à une armée nombreuse et expérimentée, la Commune (qui ne dispose que des hommes de la Garde nationale) est vaincue le 28 mai.
La majorité des historiens ne classent pas l'événement de la Commune au registre des révolutions pour trois raisons : sa durée a été très brève ; l'insurrection n'a pas été dirigée par des organisations citoyennes mais par une fédération de bataillons de la garde nationale ; il s'est soldé par un échec cuisant. Qui plus est, l'écrasement des Communards (qui étaient passionnément attachés à une République idéale) facilitera l'installation durable d'une république intrinsèquement bourgeoise et conformiste : la IIIe République. Les événements de la Commune constituent ainsi, en France et en Europe, l'ultime tentative populaire pour se libérer de la domination économique de la bourgeoisie. En revanche, pour les premiers théoriciens de la révolution, la Commune de Paris a valeur d'exemplarité, en particulier Marx, qui la considère comme la première insurrection prolétarienne autonome. Elle a été revendiquée par la suite comme modèle — avec des points de vue différents — par la gauche, l'extrême-gauche et les anarchistes, inspirant de nombreux mouvements, tout d'abord en Russie, avec l'expérience des Soviets puis lors de la révolution de 1917.
Marx a suivi les événements de près puisqu'il les commente durant leur déroulement, dès la fin d’avril, et rédige le texte final de La Guerre civile en France le 30 mai, soit deux jours après l’écrasement par l’armée versaillaise. Il écrit notamment : « La Commune se débarrasse totalement de la hiérarchie politique et remplace les maîtres hautains du peuple par des serviteurs toujours révocables, remplace une responsabilité illusoire par une responsabilité véritable, puisque ces mandataires agissent constamment sous le contrôle du peuple. Ils sont payés comme des ouvriers qualifiés ».

### LeXXesiècle

La faucille et le marteau, l'un des symboles les plus familiers du communisme, représente l'union entre les travailleurs agricoles et industriels par la jonction entre le marteau du prolétariat ouvrier et la faucille des paysans.

Le XXe siècle est d'abord celui des révolutions russe et chinoise, directement et explicitement inspirées des théories de Karl Marx. Elles auront sur le monde entier des conséquences profondes et durables puisque, durant quatre décennies, elles le diviseront en deux camps idéologiques opposés : le capitalisme et le socialisme. Cet affrontement culminera dans les années 1950 et 1960 (au point qu'on le désigne sous le nom de guerre froide et que s'exprimeront les craintes d'une troisième guerre mondiale) et s'éteindra en 1991 avec la dissolution de l'URSS et la consécration du capitalisme sur l'ensemble de la planète.
Dans l'après-guerre, donc, l'esprit révolutionnaire est vivace chez un certain nombre d'intellectuels occidentaux, qui se réclament du marxisme (en France, le plus connu d'entre eux est Sartre). Il est également très prégnant dans les pays du tiers monde (qui constituent en fait le principal théâtre de l'affrontement est-ouest). Il est enfin visible chez une partie de la jeunesse occidentale qui s'exprime dans le mouvement de la contre-culture, laquelle associe l'idée de révolution à la question des relations interpersonnelles, notamment les rapports hommes-femmes. Mais la plupart des leaders libertaires, notamment ceux de Mai 1968, se rangeront par la suite au libéralisme et leurs héritiers, les « Bobo », à la culture bourgeoise.
Dans les années 1980 et 1990, l'ouverture de la Chine puis de la Russie à l'économie de marché contribue à l'extinction de l'idéal révolutionnaire à travers le monde. En France, le Parti communiste français se voit régulièrement reproché d'être davantage réformiste que révolutionnaire. Le socialisme lui-même, à travers la social-démocratie, s'éteint dès le début de la présidence de François Mitterrand : alors qu'en 1981, le gouvernement Mauroy menait une politique de nationalisations et associait des ministres communistes, en 1984, le gouvernement Fabius s'aligne sur la politique libérale conduite aux États-Unis par Ronald Reagan et en Angleterre par Margaret Thatcher. En 2002, Lionel Jospin, candidat à l'élection présidentielle, déclare : « Je suis socialiste d'inspiration, mais le projet que je propose au pays n'est pas un projet socialiste ». L'extrême-gauche abandonne elle-même tout projet de révolution pour se limiter à la contestation du capitalisme : en 2009, la LCR (Ligue communiste révolutionnaire) est dissoute et cède le pas au NPA (Nouveau Parti anticapitaliste), dont la base militante ne cesse de décroître : 2 500 adhérents en 2013.

#### La révolution russe (1917-1921)

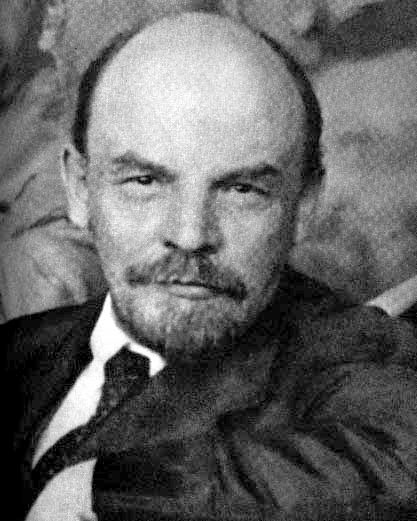
Lénine, en 1921.

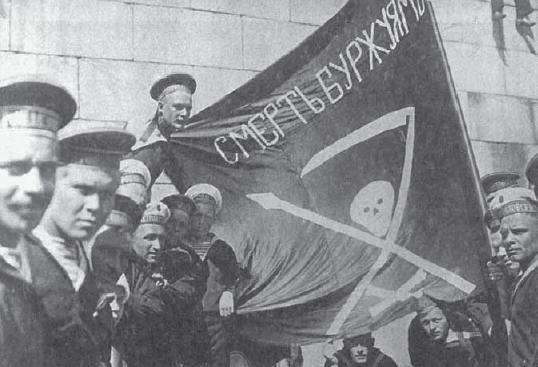
Marins révolutionnaires russes de la flotte impériale durant l’été 1917.

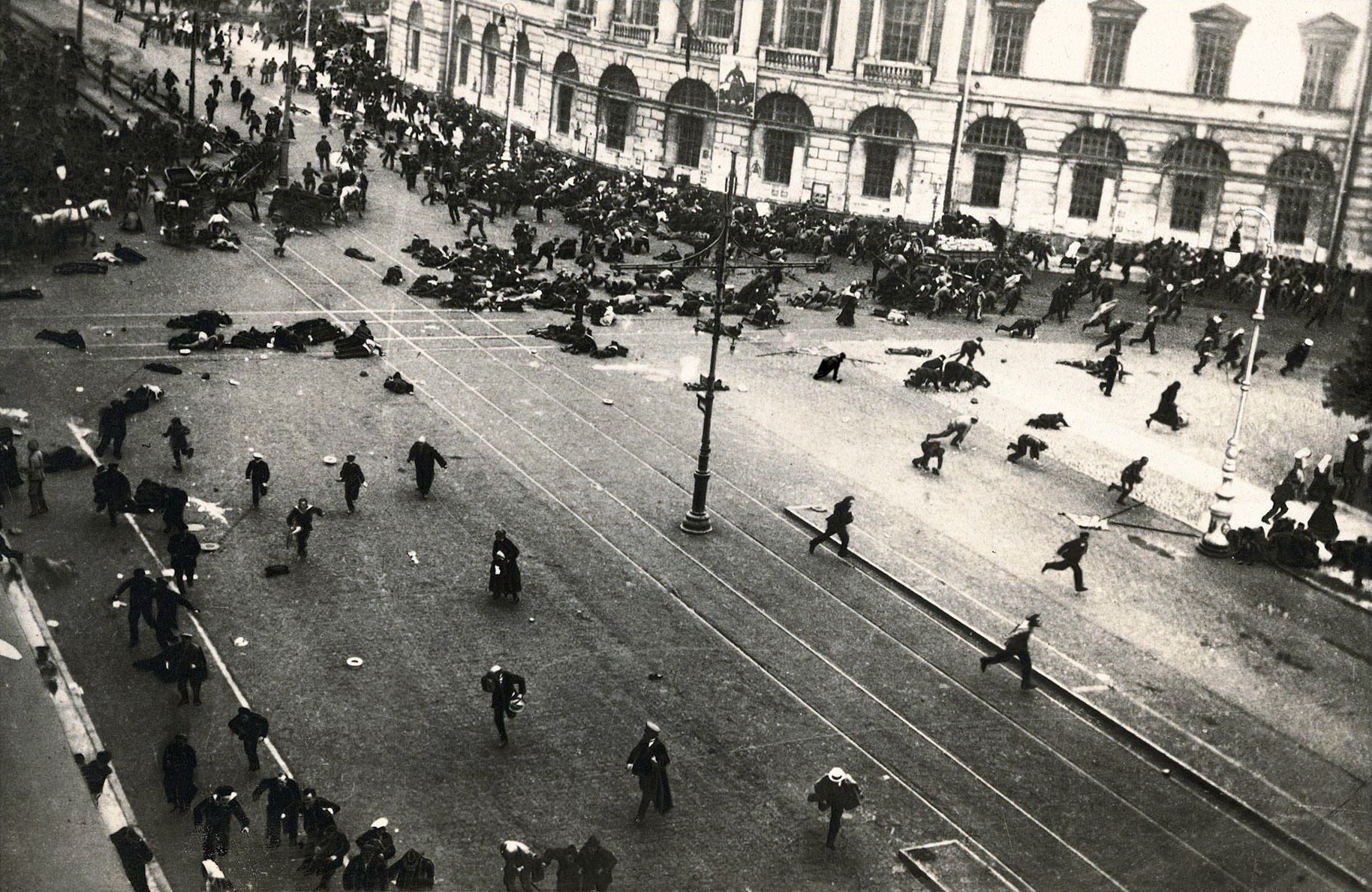
Dispersion de la foule sur la perspective Nevski, pendant les Journées de juillet.

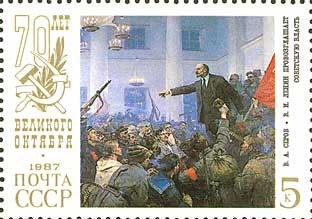
Timbre soviétique commémorant la révolution d'Octobre.

Objet de sympathies et d’espoirs pour certains ou au contraire, pour d'autres, de critiques sévères, voire de peurs et de rejets, la révolution russe constitue un des faits les plus passionnément discutés de l’histoire contemporaine. Encore aujourd'hui, son déroulement et ses conséquences posent de nombreuses questions aux historiens : en premier lieu, la révolution de Février impliquait-elle nécessairement celle d'Octobre ? En d'autres termes, les événements d’octobre relèvent-ils vraiment de la révolution et non pas, plutôt, du simple coup d'État ? Il en est de même pour la période troublée de 1918-1921 : ne s'agit-il pas là d'une banale guerre civile ? Enfin, dans la mesure où les événements débouchent sur la dictature stalinienne, faut-il en conclure que la révolution a été déviée, trahie, ou qu'elle est au contraire, en soi, inévitablement, un processus mortifère ? Pour les historiens, la révolution des Soviets questionne, près d'un siècle après son déroulement, l'idée même de révolution.
Avant 1917, l'Empire russe était un régime tsariste, autocratique et répressif. Toutefois, en 1861, l'abolition du servage a annoncé la fin du régime féodal. Au début du XXe siècle, la Russie connaît un certain essor industriel. Poussés vers les villes, les anciens serfs se reconvertissent peu à peu en ouvriers. La nouvelle prospérité ne profite cependant pas à la population car le pays est dominé par les capitaux étrangers tandis que l’économie, dans son ensemble, reste archaïque. En 1913, la production industrielle est deux fois et demi inférieure à celle de la France, six fois à celle de l’Allemagne et quatorze fois à celle des États-Unis. De surcroît, alors que la Russie reste un pays essentiellement rural (85 % de la population), le rendement agricole reste médiocre tandis que la pénurie de transport paralyse toute tentative de modernisation. Le pouvoir tsariste faisant preuve d’immobilisme, différents mouvements organisés tentent de le renverser, mais les attentats sont sévèrement réprimés par l'Okhrana, la puissante police politique tsariste. Ni les révoltes paysannes, ni les attentats politiques, ni l’activité parlementaire de la Douma ne parvenant à imposer le changement, celui-ci sera finalement impulsé par le prolétariat. En 1905, une première révolution éclate, à la suite de la défaite de la Russie face au Japon. Cette première tentative du peuple de se libérer de son tsar est sévèrement réprimée mais elle permet toutefois aux ouvriers et aux paysans de se constituer en organes de pouvoirs indépendants de la tutelle de l’État : les soviets. Dès 1914, la Russie participe à la Première Guerre mondiale : elle entre en conflit avec l’Allemagne et l’Empire austro-hongrois pour venir en aide à la Serbie. Une offensive en Pologne est sévèrement battue : les troupes russes doivent battre en retraite. En février 1917, le poids de la guerre sur l’économie et les nombreuses pertes humaines sur un front réduit à une stratégie défensive mènent le peuple à la révolution.
Les troupes refusant de réprimer les manifestations, le tsar Nicolas II n’a plus les moyens de gouverner : il dissout la Douma, nomme un comité provisoire puis, le 2 mars, est contraint d'abdiquer : c'est la fin du tsarisme. La chute du régime suscite dans le pays d'autant plus d'enthousiasme qu'elle a été brève et n'a fait qu'une centaine de victimes. Mais pas moins de quatre gouvernements provisoires vont se succéder pendant huit mois, au fur et à mesure que la masse des ouvriers et paysans se politise. En quelques semaines, en effet, les soviets se multiplient sur la quasi-totalité du pays. Organes de démocratie directe, ces assemblées élues entendent exercer un pouvoir autonome face aux gouvernements provisoires. Élus par la Douma, ceux-ci sont dirigés par d'anciens monarchistes ou des membres de la bourgeoisie libérale (socialistes modérés ou mencheviks). Dans un premier temps, ils abolissent la peine de mort, libèrent les prisonniers d'opinion et proclament la liberté de la presse. Mais les difficultés commencent au fur et à mesure que les soviets se multiplient et qu'ils réclament de grandes décisions politiques et économiques. Ainsi, quand le soviet de Petrograd, dirigé par Trotski, réclame la paix, la terre aux paysans, la journée de huit heures et une république démocratique, la bourgeoisie libérale ne veut rien entendre. De surcroît, tout le monde s'accorde à reconnaître que seule une Constituante élue au suffrage universel a le droit de légiférer sur les questions de fond. Or l’absence de millions d’électeurs mobilisés au front retarde d’autant plus la convocation d'élections que les différents gouvernements provisoires entendent continuer la guerre. Le blocage est tel que la république n'est toujours pas proclamée officiellement. Les gouvernements provisoires ne pouvant agir sans l’appui des soviets, qui ont le soutien et la confiance de la grande masse des travailleurs, ils se refusent à prendre les mesures décisives, ce qui ne fait qu'accroître la tension populaire. Conduit par Lénine, le petit parti bolchevique tire bénéfice de la situation : réclamant la paix, il récupère le mécontentement général croissant. Alors que les soviets étaient jusqu'alors dominés par des partis socialistes, mencheviks et socialistes-révolutionnaires, les bolcheviks se réclament peu à peu les dépositaires de la révolution. Ils fomentent un coup d'état et, dans la nuit du 24 au 25 octobre (calendrier julien), prennent le pouvoir. Le lendemain, Trotski annonce officiellement la dissolution du gouvernement provisoire. La nouvelle suscite la désolidarisation des socialistes-révolutionnaires et mencheviks et la désapprobation d'une partie de la population mais le nouveau régime se maintient. Lénine propose aux pays belligérants d’entamer des pourparlers « en vue d’une paix équitable et démocratique, immédiate, sans annexions et sans indemnités ». Baptisé « conseil des commissaires du peuple », le nouveau gouvernement jette en 33 heures les bases du nouveau régime : nationalisation des banques, contrôle ouvrier sur la production, création d’une milice ouvrière, souveraineté et égalité de tous les peuples de Russie. Le décret sur la terre est promulgué, posant que « la grande propriété foncière est abolie sans aucune indemnité ». Liberté est laissée aux soviets paysans d’en faire ce qu’ils désirent. En prenant le pouvoir, Lénine et Trotski espèrent impulser la révolution dans toute l'Europe. Mais que ce soit en Allemagne, en France, au Royaume-Uni ou aux États-Unis, les grèves et manifestations ne débouchent sur rien. En Russie, les bolcheviks restent aussi isolés qu’aux premiers jours : leur prise du pouvoir ne fait pas l’unanimité. À la guerre contre l'Allemagne s'ajoute, dès l'automne 1917, la guerre civile. Pour les bolcheviks, le seul moyen d'assurer le succès de la révolution est la soumission de toute opposition par la force. Des moyens de répression sont mis en place, en premier lieu la Tchéka (police politique) qui fera des milliers de victimes. La guerre prend fin en mars 1918, mais le traité de Brest-Litovsk ampute la Russie de 26 % de sa population, 27 % de sa surface cultivée, 75 % de sa production d'acier et de fer. Quant à la guerre civile, elle se solde par la reconstruction, par les bolcheviks, d'un État placé sous l'autorité d'un parti unique et doté d'un pouvoir absolu.
C'est dans ce contexte de reconstruction que, le 21 novembre 1920, Lénine prononce une petite phrase qui va changer radicalement le destin du pays : « Le communisme, c'est les soviets plus l'électricité ». Marx avait observé que les techniques sont le moteur de l’économie car elles conditionnent toute la sphère de la production. Bien qu'énoncée sous la forme de boutade, la petite phrase de Lénine indique que, désormais, c’est l’ensemble de la vie sociale (et pas seulement l'économie) qui est conditionné par les techniques.
Les bolcheviks s’imposent à la tête du pays mais ne le font évoluer économiquement qu'au prix d'une dictature exercée sur le peuple, en particulier sur le prolétariat, au prix d'une industrialisation forcée. À l'intérieur du pays, le régime de Staline a fini d’étouffer les idéaux révolutionnaires et n'entretient le mythe du communisme qu'à force de propagande. Celui-ci s'imposera jusqu'en 1991, date à laquelle l'URSS sera démembrée. Dans les pays occidentaux, il continuera jusqu'à cette date de servir de modèle à des milliers de militants anticapitalistes qui en feront la propagande.
Pour de nombreux marxistes non bolcheviques, Lénine a déclenché une révolution ouvrière dans un pays massivement paysan et surestimé les potentialités révolutionnaires dans les pays occidentaux. Ce faisant, il a bafoué les principes établis par Marx et mis en place un capitalisme d'État. Commentant les événements au moment où ils survenaient, Karl Kautsky et Rosa Luxemburg ont dénoncé le parti bolchevique et son mépris de la démocratie, qui s'exprimait à travers les soviets. Son caractère centralisé et militarisé l’a amené à concentrer tous les pouvoirs entre les mains d’un groupe restreint (le Politburo, fondé en 1919) puis finalement celles d'un seul homme. Commentant la fameuse citation de Lénine, « Le communisme, c'est les Soviets plus l'électricité », Jacques Ellul considère non seulement que le communisme ne diffère pas fondamentalement du capitalisme dans sa course au progrès mais que les deux idéologies sont désormais réunies dans une seule et même idéologie qui les dépasse l'un et l'autre, mais qui n'est perçue comme telle nulle part, ni à l'est ni à l'ouest : le productivisme. Pour Ellul, le fait de considérer l'opposition entre capitalisme et communisme comme un fait majeur constitue une « tragédie de l'histoire », « le plus grave de tous les contresens », dans la mesure où le communisme constitue un capitalisme d'État. Le problème essentiel n'est pas le capitalisme stricto sensu mais « l'acte de capitaliser ». Qu'il émane d'entreprises privées (comme c'est le cas en occident) ou de l'État (comme c'est le cas en URSS) est un problème « secondaire », qui, selon les termes de Marx, « ne relève que des superstructures sans remettre en cause l'infrastructure ». Or pour Ellul, l'infrastructure, au XXe siècle, ce n'est plus le capital mais la technique, même si la technique ne peut exister sans capitalisation Ce faisant, Ellul s'oppose radicalement aux marxistes : l'important n'est plus de savoir qui est propriétaire des moyens de production mais ce qu'il en fait.

#### La révolution chinoise (1949-1976)
Par « révolution chinoise », on entend ici les événements qui marquèrent les débuts de la république populaire de Chine, depuis sa proclamation, en 1949, jusqu'à la mort de son principal dirigeant, Mao Zedong, en 1976. Les idéaux révolutionnaires prennent fin surtout deux ans plus tard avec l'arrivée au pouvoir de Deng Xiaoping, introduisant des réformes de type capitaliste tout en conservant la rhétorique communiste (encore en cours au début du XXIe siècle).

##### Événements annonciateurs
Au XIXe siècle, l'autorité impériale, qui caractérisait la civilisation chinoise depuis 5 000 ans, se retrouve considérablement affaiblie par les puissances américaines et européennes, lesquelles, dans le monde entier, imposent leur puissance industrielle et commerciale. En 1911, une révolution met fin au régime impérial. Conduite par Sun Yat-sen, le Kuomintang (parti nationaliste) instaure une république. En 1921, les communistes se constituent en parti. Sun Yat-sen mort en 1925, Tchang Kaï-chek lui succède. Mais son régime s'enfonce dans l'instabilité.
En 1927, les révoltes populaires de Canton et de Shanghai sont durement réprimées, accentuant le fossé entre communistes et nationalistes et débouchant sur la guerre civile. En 1931, les communistes se ressaisissent. Guidés par Mao Zedong, ils fondent la République soviétique chinoise dans les montagnes du Jiangxi. Au terme des 12 000 km qui constituent la Longue Marche (1934-1935), ils gagnent le Shanxi, région située au nord-ouest du pays. Toutefois, durant les dix premières années de crise (1927-1937), les nationalistes gardent le contrôle du pays. En 1937 survient la guerre sino-japonaise. Nationalistes et communistes se rapprochent jusqu'en 1942, date à laquelle les premiers s'assurent le soutien des États-Unis. Leur rivalité atteint son paroxysme en 1945 après la capitulation du Japon face aux États-Unis puis se solde en 1949 par la victoire des communistes, Mao s'étant assuré l'appui des paysans ; son premier projet est de remettre sur pied une économie ruinée par la guerre.

##### Les grandes étapes
Au début de son gouvernement (1949-1953), Mao adopte une politique progressiste, caractérisée par une participation conjointe des différentes couches sociales, ce qui lui permet de lutter contre l'inflation. En 1950, la réforme agraire destitue les propriétaires terriens et redistribue les champs aux paysans. Ceux-ci se chargent de l'épuration sans réaliser qu'ils sont instrumentalisés par la propagande de Mao. Rapidement, en effet, l'État prend le contrôle de la production agricole en surplus. La structure sociale paysanne, qui était fondée sur le clan parental, s'en trouve bouleversée, ce qui facilite d'autant la mise en place des institutions communistes.
Pour le « passage au socialisme » de la Chine (premier plan quinquennal, 1953-1957), le commerce et l'industrie sont nationalisés, l'agriculture également collectivisée, sur le modèle soviétique des kolkhozes. La Chine s'allie d'ailleurs à l'URSS, dont l'aide est vitale pour l'industrialisation. Cependant, loin des hausses de production prévues et malgré la mobilisation menée par le Parti auprès des cadres et des paysans, les résultats sont médiocres. Les calamités naturelles qui s'abattent en 1956 sur certaines régions (inondations, sécheresses…) aggravent la situation au point que la crédibilité du régime est atteinte.
Les Cent Fleurs (février-juin 1957) sont une campagne « de rectification » qui vise à améliorer les relations avec la population. Le principe annoncé est de lui redonner de la liberté d'expression et de permettre aux intellectuels de critiquer le Parti. « Que cent fleurs s'épanouissent et que cent écoles de pensée rivalisent », déclare Mao. Cette campagne est finalement l'histoire d'« une comédie qui va se muer en tragédie ». Les adversaires de Mao étant de plus en plus nombreux à se dévoiler, ils sont éliminés par centaines de milliers. Les enseignants, étudiants et métiers de la justice sont les plus touchés.
Avec le Grand Bond en avant (1958 - début 1960), le gouvernement espère accroître la production par la disparition des coopératives agricoles au profit des communes populaires et par une industrialisation artisanale. En mobilisant la main d'œuvre rurale disponible en petites unités, on vise à augmenter la production avec un minimum d'investissements. Cette politique sensibilise la population à l'industrialisation. La conception soviétique adoptée jusque-là est abandonnée si bien que la querelle idéologique entre les deux pays s'accentue. Finalement, le « bond en avant » se solde par un échec, dû à la fois aux dissensions entre les dirigeants chinois, aux intempéries et à la sous-estimation des problèmes économiques.

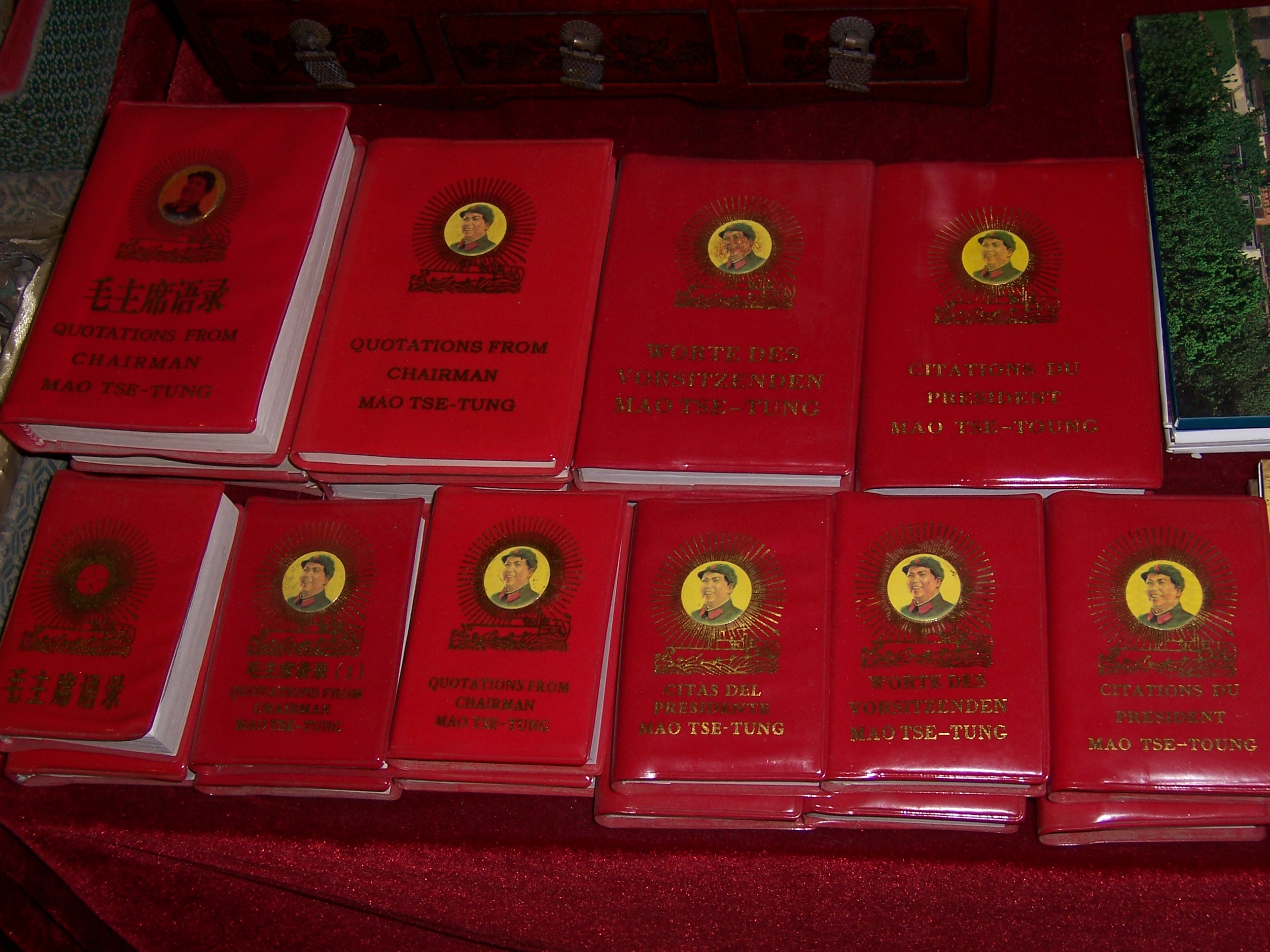
Exemplaires du Petit Livre rouge.

Ces dissensions se manifestent dans la rivalité entre Liu Shaoqi, président de la république, et Mao, secrétaire du Parti (1960-1966). À la suite des conséquences de la politique économique de Mao, celui-ci cède à Liu son poste de président de la République. Les deux hommes partagent deux objectifs, le développement économique et la révolution. Mais Liu a le souci d'élever la nation au rang de puissance mondiale et donc de la doter d'une infrastructure « moderne », notamment sur le plan militaire (la première bombe atomique chinoise explose en 1964). De fait, il parvient à redresser économiquement le pays. Mao, lui, tient à ce que le progrès technique ne conduise pas les Chinois à vouloir en bénéficier individuellement et ainsi s'embourgeoiser. Liu et la majorité des cadres du Parti refusent de soutenir Mao dans sa tentative de relancer le processus révolutionnaire avec le « mouvement d'éducation socialiste », de 1962 à 1965. Mais son Petit Livre rouge (édité en 1964 et désormais l'ouvrage le plus publié au monde après la Bible) valorise l'idée de Mao selon laquelle les individus doivent se consacrer au travail sans jamais chercher à en retirer un bénéfice personnel.
L'emprise exercée sur la jeunesse lors de la révolution culturelle (1966-1969) constitue non seulement la phase la plus décisive de la révolution chinoise mais l'un des événements les plus marquants de l'histoire contemporaine. C'est en effet ainsi qu'en 1966 Mao prend de l'ascendant sur Liu et consolide son pouvoir. Au nom des idées professées dans le Livre Rouge, les jeunes « gardes rouges » humilient publiquement les intellectuels et les cadres du Parti, dénonçant comme « réactionnaires » les usages traditionnels et les valeurs occidentales. Ils donnent l'impression d'être les acteurs de ce mouvement sans s'apercevoir qu'ils sont instrumentalisés, Mao se servant d'eux pour purger le Parti de ses éléments « révisionnistes ». Cette phase lui permet non seulement de reprendre le contrôle de l'État et du Parti (Liu meurt en 1969 dans un camp d'internement) mais aussi d'acquérir une véritable réputation internationale : une partie de la jeunesse étudiante occidentale est médusée par le maoïsme, convaincue que la « voie chinoise » constitue une sortie du stalinisme. Elle en reste au spectacle des événements sans suspecter la moindre manipulation. En France, les situationnistes font partie des rares intellectuels à démystifier le processus : « Les plus stupides ont cru qu'il y avait quelque chose de « culturel » dans cette affaire, jusqu'en janvier où la presse maoïste leur a joué le mauvais tour d'avouer que c'était « depuis le début une lutte pour le pouvoir » ».
Le renforcement de l'autorité de Mao (1969-1976) commence en 1969, lorsque le IXe Congrès du parti consacre cette autorité. Celle-ci devient « incontestable » au point que, deux ans plus tard, Mao engage un front anti-soviétique, qu'il théorise sous la formule « théorie des trois mondes » tandis que les dirigeants du monde entier, les uns après les autres (dont le président américain Richard Nixon), sont ses invités à Pékin.

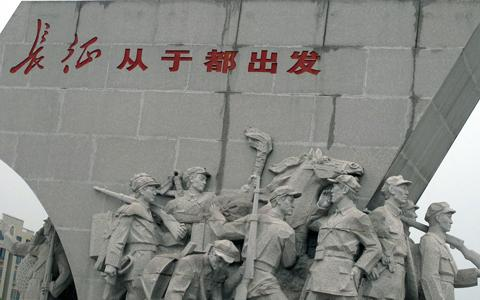
Monument à la Longue Marche devant le mausolée de Mao Zedong.

##### Bilan
La révolution chinoise a eu plusieurs conséquences bénéfiques : elle a apporté l'hygiène, les conditions matérielles de vie ont été améliorées, les famines ont été jugulées, l'analphabétisme a reculé, l'égalité sociale entre les individus s'est renforcée… Dès ses débuts (1950), le mariage forcé des enfants, la prostitution et l'infanticide ont été interdits, le divorce a été légalisé et les femmes ont eu le droit de vote. Mais surtout, « Mao a eu la compréhension de ce sur quoi la révolution russe avait échoué, il a parfaitement vu que si on s'engageait dans la voie de l'industrialisation massive, on produirait la même chose qu'en URSS : l'apparition d'un prolétariat à cause de la nécessité de la capitalisation ». Les principes directeurs de la pensée de Mao sont « le rejet de l'économisme et (en revanche) la prépondérance de la pensée et de la volonté (des individus), la fusion des classes sociales, la progression concordante et intégrée de la structure politico-sociale et de l'activité économique, le refus du gouffre financier nécessaire pour la « modernisation », la lutte contre la création potentielle d'une nouvelle bourgeoisie, le refus de la prolifération des experts et des gestionnaires, la lutte contre la distorsion entre les villes et les campagnes ».
Cependant, comme en URSS, la révolution a fait un nombre incalculable de victimes : sous l'argument de la « rééducation », des dizaines de millions de personnes ont été enfermées dans des camps de travail ou exécutées tandis que, à force de propagande, le culte de la personnalité du leader a été poussé jusqu'à son paroxysme. Aujourd'hui encore, les droits de l'homme sont bafoués, l'esprit critique est nié. La révolution a fini par se renier elle-même et s'annihiler. Alors qu'à l'origine les communistes s'opposaient au nationalisme, ils sont devenus ultra-nationalistes. Et tout en conservant du communisme les méthodes étatiques autoritaires et une partie de son vocabulaire, le Parti partage désormais avec les pays capitalistes le même idéal de croissance, conduisant la Chine à un saccage de la nature sans commune mesure avec celui commis partout ailleurs.

#### Les révolutions du tiers monde
Au XVIe siècle, les pays européens ont construit leur hégémonie en exploitant de façon forcenée les peuples des autres continents, principalement en Afrique et en Amérique, où l'esclavage a été institué jusqu'au XIXe siècle. Dès cette époque, mais surtout au XXe siècle, après la Seconde Guerre mondiale, se multiplient des guerres d'indépendance : les peuples soumis se révoltent et confèrent à leurs mouvements le nom de révolution. Ce mouvement de décolonisation conduit le plus souvent au développement des nationalismes, du moins à la volonté de ne dépendre d'aucun autre pays. Mais dans le même temps s'opère un phénomène presque inverse, auquel on donne également le nom de révolution : alors que les États-Unis et l'URSS s'affirment comme les deux principales puissances mondiales, instituant ce que l'on appelle la guerre froide, certains pays s'alignent sur l'une d'elles. C'est en particulier le cas de Cuba, durant les années 1960, qui se place sous la tutelle soviétique.

##### L'Afrique
Pour un certain nombre d'intellectuels de gauche, dont le plus connu est Jean-Paul Sartre, les nations qui ont été exploitées par la colonisation constituent l'équivalent du prolétariat chez Marx. De fait, chez bon nombre de politiciens et d'activistes africains (notamment Gamal Abdel Nasser en Égypte, Sékou Touré en Guinée et le martiniquais Frantz Fanon en Algérie), la décolonisation et l'acquisition du statut d'indépendance ont valeur de révolution. Il existe même une certaine communauté d'esprit entre les pays s'engageant dans le processus d'indépendance. Mais celui-ci s'avère vite un échec. « On n'institue pas le socialisme à coup de décrets et la phraséologie révolutionnaire est non pas inutile mais empoisonnée car elle ne résiste pas à l'épreuve des faits », écrit Ellul. « Le socialisme africain est une théorie rassurante : il signifie que rien ne sera changé. Il offre une consolation patriotique à la place des difficultés concrètes du développement », précise Yves Benoît. « Les difficultés ne proviennent pas de structures à renverser (…) mais du fait que le retard technique ne peut être comblé que par un progrès technique, lequel ne s'effectue pas par une voie politique ». « Les peuples africains se trouvent dans une phase précapitaliste. Pour devenir « modernes », ils doivent d'abord vivre une mutation sociologique. L'énorme différence entre la bourgeoisie européenne et la bourgeoisie africaine, c'est que la première s'est constituée (au Moyen Âge) avant de prendre possession de l'État (au XVIIIe siècle) alors que la seconde prend possession de l'État sans aucune base ».

##### L'Amérique latine
Comme en Afrique, et bien que les pays aient déjà acquis l'indépendance politique, les conditions de vie misérables d'une grande partie des populations résultent directement de la dépendance économique à l'égard des pays industrialisés, notamment les États-Unis, qu'ils fournissent abondamment en matières premières à des prix plus qu'avantageux. « L'intervention des intellectuels provoque dans les couches les plus nécessiteuses une prise de conscience que certains qualifient de pré-révolutionnaire. (…) Il se produit un mouvement social important qui se heurte à des oligarchies de types divers. Ceci est la réédition de ce qui s'est passé en Europe au XIXe siècle, mais avec l'apport spécifique d'Amérique latine : violences, émeutes et coups d’État ».

##### Cuba

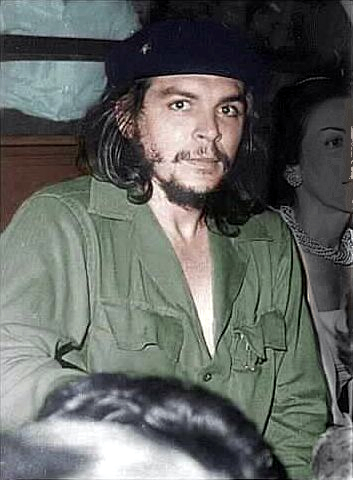
Che Guevara en 1959.

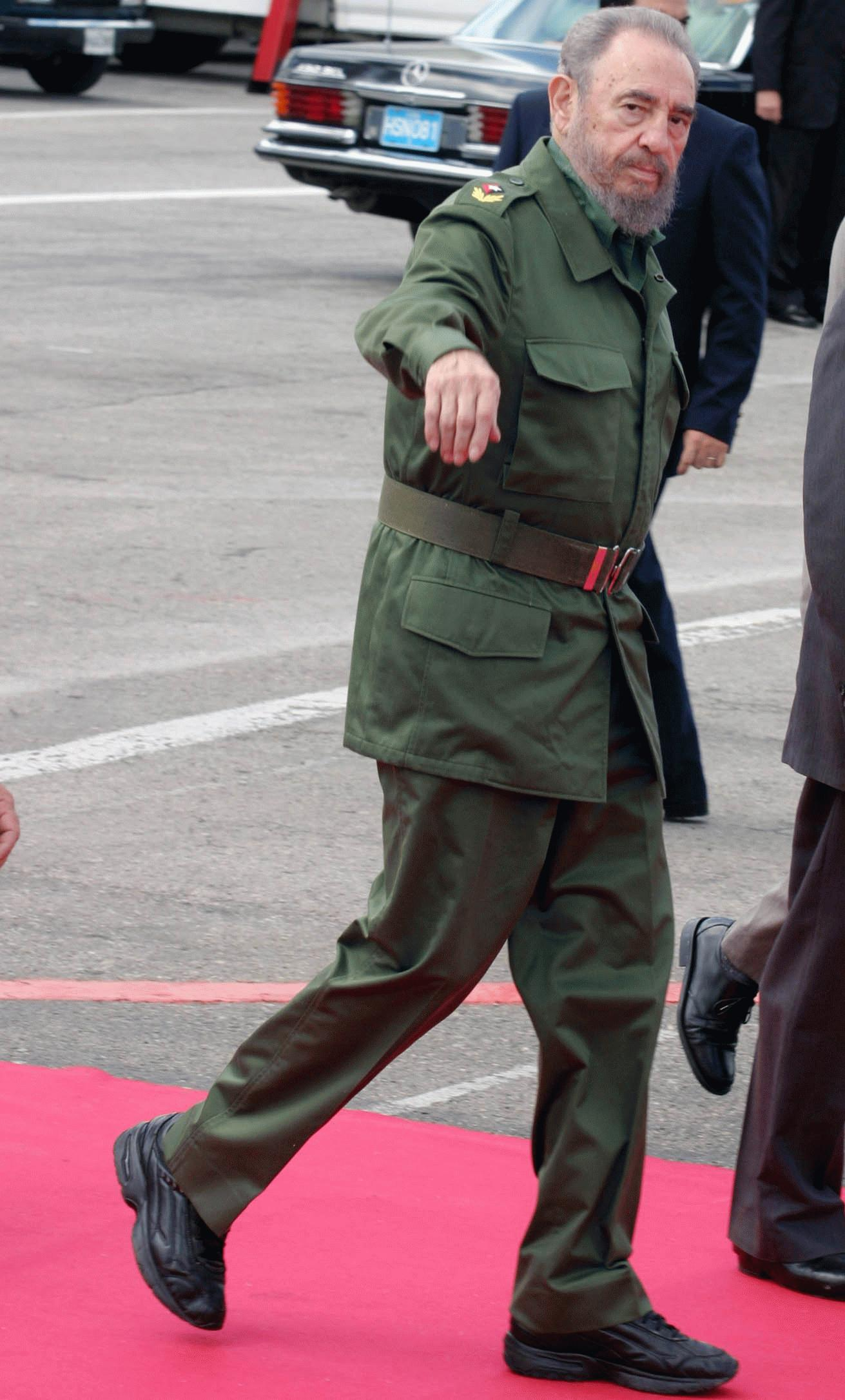
Fidel Castro en 2003.

###### Prélude
En 1952, à Cuba, Fulgencio Batista (qui participa à la junte militaire qui dirigea Cuba de 1933 à 1940 puis qui fut président de la république de 1940 à 1944 avec le soutien des États-Unis) prend le pouvoir à la suite d'un coup d'État. En juillet 1953, 120 rebelles attaquent une caserne. La moitié sont tués mais certains, dont Fidel Castro, avocat, et son frère Raúl, sont faits prisonniers. S'exprimant très longuement pour assurer sa défense, le premier fait de son procès une tribune politique. Les deux frères sont condamnés à 15 et 13 ans de prison. En 1954, Batista est élu à la présidence sans opposition. En 1955, en raison de la pression de personnalités civiles et des jésuites qui avaient participé au procès des prisonniers politiques, Batista fait libérer les frères Castro qui partent en exil au Mexique, où ils retrouvent d'autres Cubains exilés, dont Ernesto « Che » Guevara, un médecin argentin acquis aux thèses marxistes et qui considère que les inégalités socioéconomiques ne peuvent être abolies que par la révolution. Ils reviennent en 1956 et, avec le soutien d'une grande partie de la population, entreprennent de destituer Batista. En 1958 débute une guerre civile. La classe dirigeante abandonne Batista qu'elle rend responsable de la détérioration de la situation économique et sociale. Du 28 au 31 décembre, le soulèvement est décisif et conduit au renversement du pouvoir.

###### Les événements
Le 1er janvier 1959, Batista s'étant enfui, Cuba est aux mains des rebelles. Le 16 février, un nouveau président est nommé (Manuel Urrutia) et Fidel Castro devient commandant en chef de l'armée puis Premier ministre. Dans les mois qui suivent, Guevara est désigné procureur d'un tribunal qui fait exécuter des centaines de militaires proches du régime précédent. Le pouvoir de Castro ne cesse de croître tandis que « le Che » crée des « camps de travail et de rééducation ». Occupant ensuite différents postes ministériels, il écarte les démocrates, instaure une économie proche de celle de l'URSS et se rapproche du Bloc de l'Est. Mais il échoue dans l'industrialisation du pays. Castro annonce qu'il identifie son régime avec le communisme (étiquette qu'il n'avait pas revendiquée lors de la prise de pouvoir).

###### La révolution instrumentalisée dans la guerre froide
Les relations avec les deux premières puissances mondiales, les États-Unis et l'URSS, contribuent à infléchir le destin de la révolution cubaine. De par sa proximité avec les États-Unis, Cuba joue en effet un rôle déterminant dans l'affrontement idéologique est-ouest. En janvier 1961, les États-Unis rompent leurs relations diplomatiques avec Cuba. Le 15 avril, 1 400 exilés cubains recrutés et entraînés aux États-Unis par la CIA débarquent dans la baie des Cochons tandis que des avions américains peints aux couleurs cubaines bombardent les aéroports et aérodromes du pays, détruisant une grande partie des avions au sol. Mais, deux jours plus tard, cette tentative de coup d'État échoue. En 1962, face à l'embargo des États-Unis contre Cuba, Castro s'allie à l'URSS, ce qui conduit, en octobre, à la crise des missiles de Cuba : des missiles nucléaires soviétiques sont pointés vers les États-Unis depuis Cuba. Les années qui suivent sont marquées par le relâchement de l'affrontement idéologique est-ouest. Quand, en 1967, meurt Che Guevarra, le seul véritable idéologue de la révolution cubaine, la référence du castrisme au marxisme n'est plus qu'un prétexte.

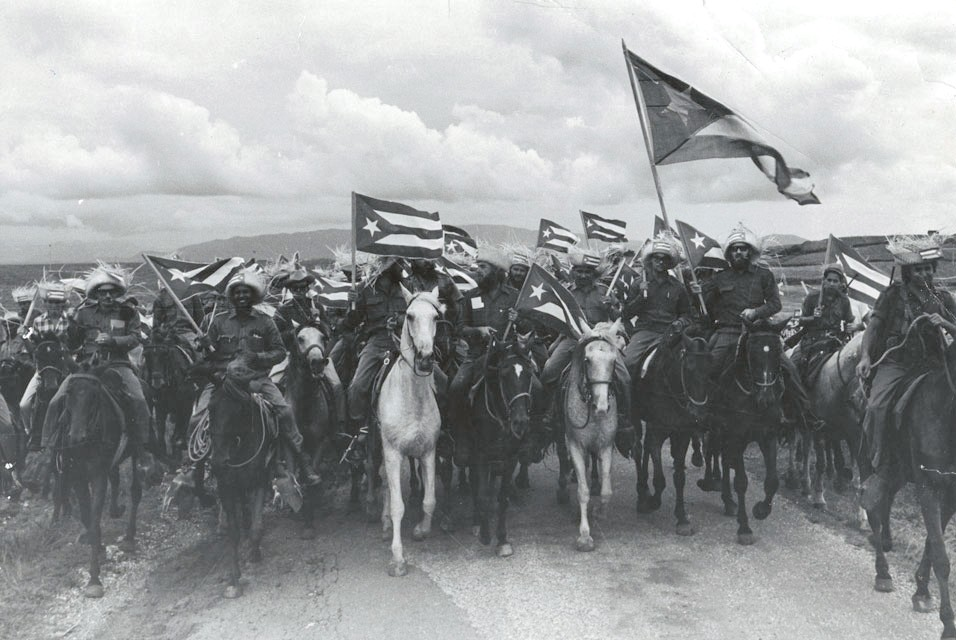
La Caballería, photographie de Raúl Corrales.

###### La réception à l'étranger
En France, un grand nombre d'intellectuels tiers-mondistes défendent le régime castriste, en particulier le philosophe Jean-Paul Sartre. Mais en 1970, K. S. Karol et René Dumont publient respectivement Les Guérilleros au pouvoir et Cuba est-il socialiste ?, deux ouvrages critiquant vivement le régime castriste. L'année suivante, Sartre lui-même conteste les méthodes utilisées. Encore à présent, la question de Cuba oppose les sympathisants du régime, qui mettent en avant les réformes sociales (système de santé, éducation, etc.), à tous ceux qui invoquent le non-respect des droits de l'homme.

###### Critique
En 1972, Ellul écrit : « Quand Castro affirme que les États-Unis vont de désastre en désastre, que l'impérialisme sera vaincu à bref délai, qu'il n'y a qu'à établir avec eux un rapport de force, que ce sera ainsi que l'on contraindra les États-Unis à renoncer à leur prétention à la dimension mondiale, on a l'impression qu'il s'agit bien plus d'une haine viscérale contre les Américains que l'expression de ce qu'est réellement l'impérialisme américain. Et c'est cette absence de doctrine qui fait naître de dangereuses illusions ». « [Quand Castro déclare] à la Conférence de La Havane (1966) : « La violence révolutionnaire est la possibilité manifestement la plus concrète d'abattre l'impérialisme », il révèle son ignorance concernant la réalité du capitalisme moderne et la solidité de ses organisations. Cette absence de doctrine est l'un des points de vive critique de la part des communistes, y compris les Chinois ». Ellul cite alors un communiqué de l'agence Chine nouvelle : « On s'efforce (à Cuba) de populariser des thèses qui négligent la préparation du peuple à la révolution et selon lesquelles une bande de rebelles peut renverser la machine d'État existante, s'emparer du pouvoir et entraîner ensuite le peuple. Cette théorie est fondamentalement fondée sur le romantisme petit-bourgeois et est caractérisée par la négation de la nécessité de la direction du Parti. Cela n'a rien à voir avec la théorie du camarade Mao Zedong qui est fondée sur l'appui total des masses ».

#### Le rejet du mode de vie «bourgeois»
Au XIXe siècle, deux phénomènes, l'éclosion des États-nations et l'essor du machinisme, ont contribué à s'imposer dans les mentalités comme des « faits établis ». Parce qu'ils n'ont été remis en question que de façon marginale (l'anarchisme, la critique du progrès technique et celle du productivisme restant très minoritaires dans le champ de la critique politique et sociale), ils ont contribué à façonner, dans l'ensemble des sociétés industrielles, un mode de vie axé sur le confort, puisant principalement sa source aux États-Unis (American way of life) et dont, essentiellement, la culture de masse et la publicité tiennent lieu d'instruments de propagande. De façon réactive, différents mouvements politiques et/ou sociaux se sont manifestés au XXe siècle pour rejeter ce modèle, allant des plus violents (comme le fascisme, dans l'Italie des années 1920, et le nazisme, dans l'Allemagne des années 1930) aux plus pacifiques (comme le mouvement de la contre-culture, principalement aux États-Unis dans les années 1960).

##### Les révolutions de droite
Dans l'imaginaire collectif, « la droite, par essence, serait […] contre-révolutionnaire. Pourtant, à la fin [du] XIXe siècle, apparaissent des mouvements d'extrême droite d'un genre nouveau. Nés de l'ère des masses, ils souhaitent la création d'un nouvel ordre plutôt que la restauration de l'ancien. Le fascisme et le nazisme, qui ont revendiqué le mot de « révolution », en sont les descendants ». « Le fascisme et le nazisme ne sont donc pas des révolutions sociales et politiques au sens d'inversions des rapports de domination sociaux et politiques. Pourtant, ils ont constitué des projets de rupture radicale dans l'organisation des sociétés, la vision de l'homme, le rapport à soi, à l'autre et au groupe, la morale, le rapport au passé. Ils ont, de ce point de vue, constitué des révolutions culturelles, mises en œuvre sur un temps relativement court grâce à d'extraordinaires appareils de propagande, d'encadrement et d'endoctrinement des masses ».
En 1972, dans De la révolution aux révoltes, Jacques Ellul indique en quoi le nazisme constitue une révolution culturelle.

« L'explication marxisante (du nazisme) a fini par s'imposer : 1°) dépression économique, crise monétaire, sept millions de chômeurs ; 2°) affolées par la peur de la prolétarisation, les classes moyennes sont prêtes à se vouer à n'importe quoi pour éviter ce gouffre ; 3°) voyant s'accroître la menace communiste, le grand capital siffle ses chiens de garde. (…) Cette explication est reposante mais complètement insatisfaisante. (…) En réalité, la crise économique fut une condition de l'avènement d'Hitler, rien de plus (…) et le nazisme fut une révolution culturelle en ce qu'il portait au rouge le mépris souverain contre la société de consommation, contre l'humanisme et la tolérance libérale. C'était une réaction violente d'une affirmation de valeur contre l'anomie du monde occidental. (…) Si l'action a été aussi efficace, c'est qu'elle répondait exactement aux aspirations, à l'attente du peuple allemand. (…) Le nazisme a été la première révolte globale contre la société moderne, non pas seulement contre une structure économico-sociale mais contre l'industrialisme, la bureaucratie, la technicisation de la vie, l'américanisation, l'esprit bourgeois (…) La crise de la société avait abouti à un triomphe de l'irrationnel et de l'amoralisme. (Finalement), (tout cela) aboutit à la grande triade moderne : État, Nation, Technique. Toute révolution (moderne) aboutit à l'inverse de ce qu'elle a proclamé à ses origines. »

##### La contre-culture

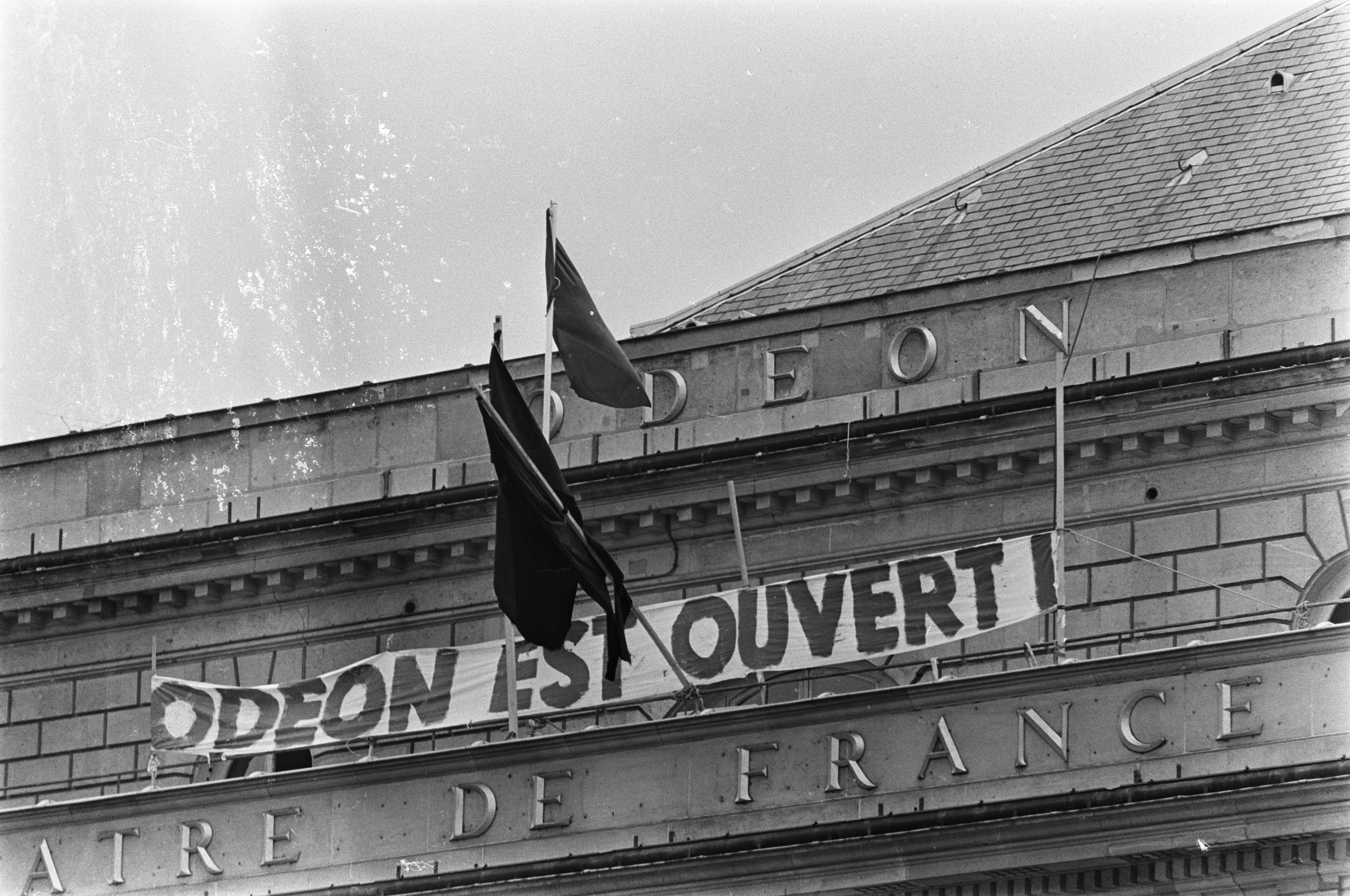
Drapeaux rouge et noir au théâtre de l'Odéon, occupé par des étudiants et des artistes en mai 1968.

Durant les années 1960 se produit aux États-Unis un mouvement social qui s'enracine dans une partie de la jeunesse et s'articule autour de deux axes : d'une part la critique de la société de consommation, laquelle résulte de la forte expansion économique qui marque les trois premières décennies de l'après-guerre (période des Trente Glorieuses) ; d'autre part, dans le contexte de la guerre contre le Viêt Nam, la contestation de toutes les formes de domination : non seulement la domination militaire d'un peuple sur un autre mais aussi le racisme, l'homophobie, la prétendue supériorité de l'homme sur la femme, la domination de l'homme sur la nature, les pressions exercées dans le monde du travail, etc. Cette critique vise donc l'ensemble de la vie quotidienne moderne et les principes moraux et/ou religieux qui la fondent, dictés par la bourgeoisie. Elle fait la promotion de l'égalitarisme et de toutes les formes de liberté. Atteignant son apogée en 1968 (avec par exemple les événements de mai 1968 en France) et popularisé par les hippies et les intellectuels de la Beat Generation, ce mouvement de contre-culture défend une notion de la liberté axée sur l'hédonisme et l'absence d'interdits, notamment en matière de sexualité (c'est pourquoi on lui donne souvent le nom de révolution sexuelle). Se démarquant de toute référence à la transcendance (consacrant de fait l'athéisme au rang de « religion officielle ») mais aussi de toute référence marxiste, il prône en revanche le libre arbitre. La chanson Revolution des Beatles (composée et interprétée en 1968 par John Lennon) est à cet égard très révélatrice :

« Tu dis que tu veux la révolution, tu sais bien que nous voulons tous changer le monde (…). Tu me demandes une contribution, tu sais bien que l'on n'a jamais refusé mais si tu veux de l'argent pour ceux qui ont de la haine en tête, laisse moi te dire, mon vieux, que tu peux attendre. (…) Tu dis que tu changeras la constitution mais nous, on veut te changer la tête. Tu dis que ce sont les institutions (qui changent le monde), tu ferais mieux de libérer d'abord ton esprit. Mais si tu continues à porter sur toi des photos de Mao, personne ne te suivra, crois-moi. »

La contre-culture se démarque également de toute référence à la transcendance, consacrant par là même l'athéisme quasiment au rang de religion officielle. « Libérer d'abord son esprit » signifie évacuer toute spiritualité, devenir individualiste dans un univers conçu comme étroitement matériel. Il est tout autant révélateur que, deux ans après avoir chanté Revolution, Lennon compose une autre chanson, intitulée God (Dieu), dans laquelle il dit :

« Je ne crois pas en Dieu, je ne crois pas en Jésus, je ne crois pas en Bouddha, je ne crois pas au mantra, je ne crois pas au yoga… (suit une litanie de noms)… je crois juste en moi, Yoko et moi. »

Les principes égalitaires défendus par le mouvement de la contre-culture ne sont révolutionnaires que superficiellement car dès 1964 est voté le Civil Rights Act ; ils s'inscrivent plus exactement dans ce que Guy Debord appelle en 1967 « la société du spectacle » : la politique est devenue un spectacle dont les manifestations sur scène ont pour but de dissimuler (ou faire oublier) ce qui se joue en coulisses. Par ailleurs, le « bonheur » promu par la contre-culture ne diffère de l'American Way of Life bourgeois que sur le plan de la mode. Comme lui, il est axé sur la notion de confort matériel qui deviendra par la suite le modèle quasi exclusif des occidentaux, avec l'apparition des « nouvelles technologies » (internet, réseaux sociaux, téléphone portable…). Celles-ci procureront aux individus une forte impression de liberté, bien que quelques intellectuels (Ellul, Charbonneau, Anders, Illich…) aient précédemment décelé dans le progrès technique la source d'une aliénation d'un type radicalement nouveau, basé sur le contrôle social, l'intériorisation des contraintes et le conformisme. Le mouvement de la contre-culture relève de l'attitude libérale-libertaire, laquelle fait elle-même le lit de l'individualisme, du libéralisme et du dogme de la croissance. Si la société de consommation est si vivace que plus aucun mouvement social ne la conteste (hormis quelques courants d'idées ultra-minoritaires, tels le mouvement de la décroissance), c'est que le mouvement de la contre-culture a incité les individus (en particulier les jeunes) à s'y conformer en toute bonne conscience et même en entretenant chez eux l'idée qu'elle subvertissait les codes de la bourgeoisie.

#### Le déclin de l'idéal révolutionnaire en Occident
On ne peut comprendre le déclin de l'idéal révolutionnaire en Occident qu'en le recontextualisant historiquement. Au lendemain de la Seconde Guerre mondiale, les nations européennes amorcent une phase de reconstruction. L'État joue un rôle décisif pour relancer tant la production que la consommation.
- D'une part, il investit massivement dans « la modernisation de l'appareil productif ». Tant dans l'agriculture que dans l'industrie, le travail n'est pas seulement de plus en plus mécanisé[69] ; avec l'arrivée de l'informatique, il est automatisé. Jacques Ellul affirme que « l'État est par essence technicien » dans la mesure où il contribue fortement à ce que « le travail humain cesse d'être créateur de richesse, comme aux temps de Marx, tandis que ce qui le devient en revanche, c'est la technique »[70].
- D'autre part, l'État établit un ensemble de réformes visant à générer du confort et à stimuler la consommation. Sur un modèle établi par l'économiste britannique William Beveridge, le concept de welfare state (État-providence) se concrétise. Il a pour conséquences l'élévation du niveau de vie des individus (les trois décennies qui suivent la Guerre sont symboliquement désignées sous le nom « Trente Glorieuses ») et, de façon corrélée, le déclin chez eux de tout esprit revendicatif.

« Pour qu'il y ait révolution, il faut un nom qui désigne l'adversaire. La révolution ne peut se faire que contre quelqu'un. Mais ici, il n'y a personne qui représente la technique, qui soit responsable de la société technicienne. (…) Ce qu'il faut atteindre et vaincre n'a pas de visage. Comment espérer que des hommes agissent dans cette abstraction ? »

Ce désinvestissement fait le terreau de la dérégulation (notamment la dérégulation financière), de la déréglementation et — de façon plus générale — du libéralisme. Celui-ci est dénoncé par ses opposants (réunis dans ce que l'on appelle « la gauche ») comme un désengagement de l'État du fait qu'il laisse toute « liberté » aux entreprises de guider l'économie. En réalité, l'État reste puissant en tant qu'« instance exclusive de légitimation du marché ». N'imputant cette responsabilité qu'à ses seuls dirigeants, les militants n'appellent à lutter contre le libéralisme que par l'interventionnisme étatique. En cela, affirme Ellul, ils « se trompent tragiquement de combat. (…) Ne percevant pas la dimension technicienne de l'État, ils ne font que renforcer eux-mêmes la Technique en tant qu'idéologie. » Ainsi la démocratie se vide-t-elle de sens et tend à se résumer à un pur exercice de délégation de pouvoir, menant les délégants à « perdre non pas tant le sens des responsabilités que celui de la réalité ». Comme vidée de sa substance, la politique est critiquée par Ellul comme une illusion et par Debord comme un pur spectacle.

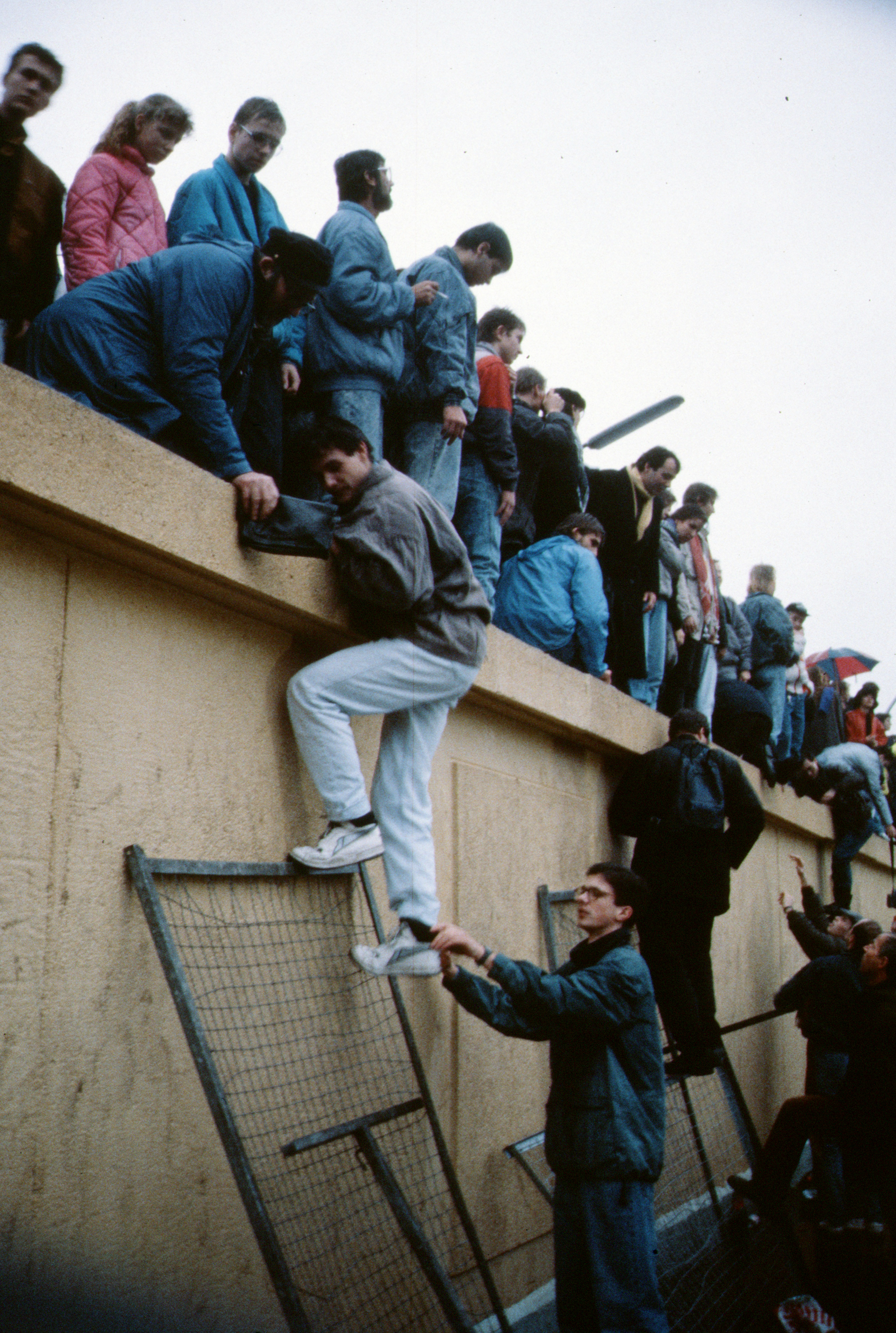
Chute du mur de Berlin en novembre 1989.

L'informatisation et la robotisation allégeant la pénibilité des tâches, c'est d'abord dans le monde du travail que s'opère l'absence d'esprit critique envers la technique et même que se renforce l'idéologie technicienne. Ellul analyse le mouvement autogestionnaire des années 1970 comme une volonté des ouvriers de s'impliquer dans le fonctionnement des entreprises, ce que le patronat souhaite avant toute chose. Ainsi, le syndicalisme sert à renforcer le système productif, aucunement à le contester. Le développement de la technique est tel que celle-ci exerce une forte impression sur l'imaginaire collectif (d'où l'adage populaire : « on n'arrête pas le progrès »). La seule révolution dont les hommes s'accordent à reconnaître aujourd'hui l'existence et la valeur, la « révolution technologique » ou « numérique », s'opère sans qu'ils la contrôlent et le plus souvent contre leurs propres intérêts.
Le progrès technique étant générateur de confort, il a pour conséquence une certaine mise en veille de l'esprit critique. Même un phénomène tel que la vidéosurveillance n'est généralement pas vécu comme un risque d'atteintes aux libertés individuelles. Jacques Ellul en donne la raison suivante :

« L’homme moderne n’est pas du tout passionné par la liberté, comme il le prétend. Beaucoup plus constant et profond est son besoin de sécurité, de conformité, d’adaptation, de bonheur, d’économie des efforts. Il est prêt à sacrifier sa liberté pour satisfaire ces besoins. Certes, il ne supporte pas une oppression directe. Mais seul lui est intolérable le fait d’être gouverné de façon autoritaire. Cela, non pas parce qu’il est un être libre mais parce qu’il désire commander et exercer son autorité sur autrui. Finalement, il a bien plus peur de la liberté authentique qu’il ne la désire. »

Le consumérisme constitue la cause première de cette « anesthésie de l'esprit critique ». Herbert Marcuse démontre que la dénonciation de la société de consommation est factice dans la mesure où, dans leur majorité, les populations des pays industrialisés n'entendent nullement renoncer aux avantages du confort moderne, que ne cessent d'optimiser les nouvelles techniques de production. Il relève en particulier que la classe ouvrière ne constitue plus le « prolétariat » qui, selon Marx, était censé apporter la révolution.

« Le prolétaire dans les stades antérieurs du capitalisme était vraiment la bête de somme qui procurait par le travail de son corps les nécessités et les luxes de la vie, pendant qu'il vivait, lui, dans la crasse et la pauvreté. Ainsi, il était un vivant refus de la société. Au contraire, l'ouvrier organisé dans les secteurs avancés de la société technologique vit ce refus de façon moins perceptible. Comme les autres objets humains de la division sociale du travail, il est en train de s'intégrer à la communauté technologique. Dans les secteurs où l'automation est la plus réussie, une sorte de communauté technologique semble associer les atomes humains dans leur travail. »

S'il est encore une révolution vivace aujourd'hui, ironisent certains analystes, c'est la « révolution libérale ». Il faut alors comprendre le terme « révolution » au sens de « révolution conservatrice ». Or ce que « conserve » en premier lieu le libéralisme, c'est le capitalisme. Auteur d'une trilogie consacrée au thème de la révolution, Jacques Ellul considère qu'« il est vain de déblatérer contre le capitalisme, ce n'est plus lui qui façonne le monde mais la machine ». Toute révolution est « impossible » dans notre société pour la raison que celle-ci n'est plus « industrielle » mais « technicienne » et que les hommes n'ont pas pris la mesure de cette mutation. Tant que l'on ne la conçoit qu'en termes marxistes, la révolution est proprement inconcevable. Certes, reconnaît Ellul, Marx a raison quand il explique que le capitalisme résiste à la critique du fait d'une fétichisation généralisée de la marchandise. Mais ce qui, au XXe siècle, stimule toujours plus ce fétichisme, c'est la technique. C'est d'elle que dépend le renouvellement de l'appareil de production des marchandises et c'est elle que l'on sacralise à travers différents vocables (progrès, innovation…), l'exhortation constante à s'adapter au progrès. Celui-ci, pour exister, nécessite une accumulation de capital.
Finalement, affirme Ellul, c'est celle-ci qui doit être fondamentalement contestée par la révolution et non le capitalisme privé, qui n'en est que la variante la plus connue mais qui n'est plus qu'une superstructure en regard de la technique (qui, elle, constitue l'infrastructure de la société). La révolution doit combattre le productivisme, source de prolétarisation et de nuisances environnementales ; non pas « le » capitalisme mais tous les capitalismes, y compris le capitalisme d’État, entreprise à laquelle s'est constamment dérobé le socialisme.

#### Le concept de «révolution nécessaire»
Jacques Ellul emprunte l'expression « révolution nécessaire » au titre d'un livre de Robert Aron et Arnaud Dandieu, qui, durant les années 1930, participèrent, comme lui-même, au mouvement personnaliste. Ayant analysé en détail le processus par lequel les révolutions modernes se sont toutes montrées « contre-productives », Ellul considère que nous n'assistons plus aujourd'hui qu'à des révoltes, des sursauts sporadiques qui, in fine, sont toujours assimilés par la société technicienne. Une révolution reste plus que jamais « nécessaire », conclut-il, mais elle ne peut réussir que sur la base d'une démystification totale de la figure de l'État (« Croire que l'on modifiera quoi que ce soit par la voie institutionnelle est illusoire »), d'une désacralisation de la technique, laquelle exige elle-même de chaque individu un sévère examen de soi (« Ce n'est pas la technique qui nous asservit mais le sacré transféré à la technique »), et finalement l'adoption d'une forme de vie ascétique (« Le plus haut point de rupture envers la société technicienne, l'attitude vraiment révolutionnaire, serait l'attitude de contemplation au lieu de l'agitation frénétique »). La révolution nécessaire ne se paie pas au prix du sang versé mais elle exige de chacun qu'il renonce à une part substantielle de son confort matériel : « Si l’on n’est pas disposé à cette ascèse, on n’est prêt pour aucune révolution ».
Le concept ellulien de « révolution nécessaire » trouve aujourd'hui un prolongement direct dans le mouvement de la décroissance et dans les cercles de réflexion sur la question de la place de la technique dans les mentalités.

### LeXXIesiècle

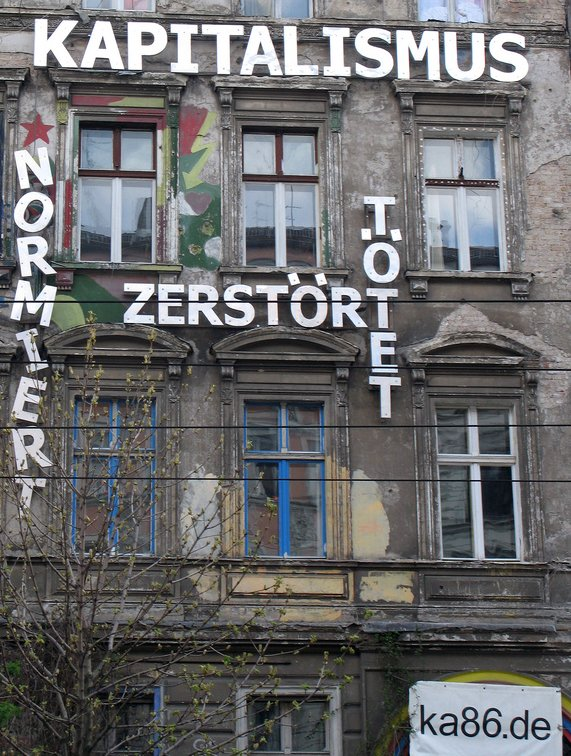
Slogan anticapitaliste sur un immeuble de Prenzlauer Berg à Berlin.

Le début du XXIe siècle est marqué par deux moments de contestation politique présentant quelques caractéristiques de ce qui a été précédemment décrit comme « révolutionnaire » : l'altermondialisme, mouvement souvent qualifié de « citoyen » qui, dans les pays occidentaux, rassemble un grand nombre de personnes s'opposant au phénomène de la financiarisation de l'économie (lequel ne cesse de se développer à l'échelle planétaire depuis la chute du communisme), et le « Printemps arabe » qui, depuis 2011, désigne un ensemble de soulèvements populaires contre les régimes en place dans le Maghreb. Mais en définitive, quand il est question de « révolution », c'est surtout de « révolution numérique » qu'il est le plus souvent sujet, c'est-à-dire d'un phénomène non plus mené par des citoyens au nom d'idéaux politiques mais par des ingénieurs de multiples spécialités au nom d'un idéal implicite, non formalisé et prescrit dans des manifestes (comme lors des précédents mouvements révolutionnaires), mais qui fait quasi unanimement consensus : le progrès technique.

#### L'altermondialisme

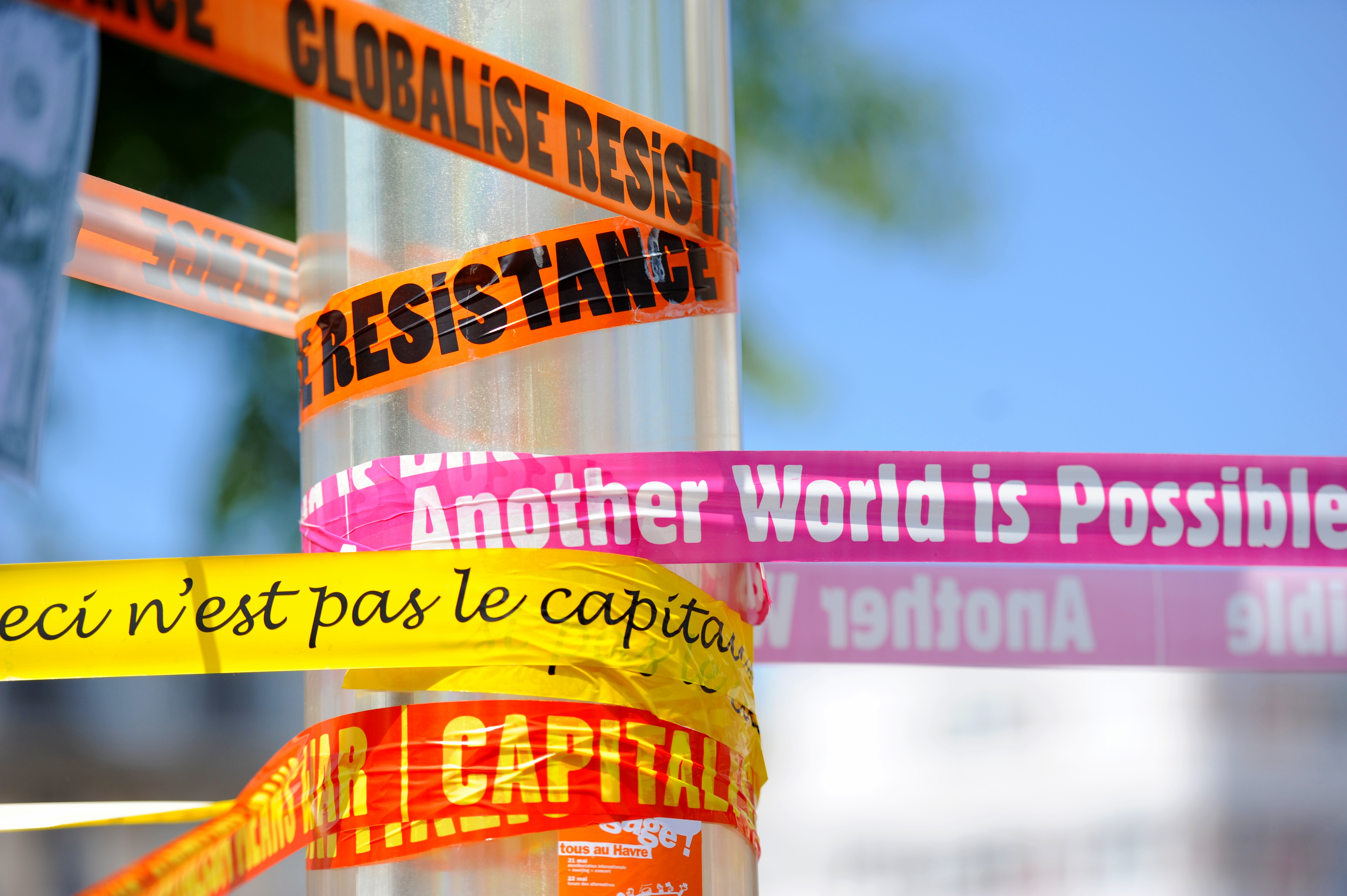
Slogans altermondialistes lors de la manifestation au Havre contre le sommet du G8 2011 à Deauville.

La charnière entre le XXe siècle et le XXIe siècle est marquée par la naissance de l'altermondialisme, lequel se construit sur une vague de contestation de l'économisme : la politique n'a plus de prise sur le réel car elle est entièrement façonnée par l'économie, plus particulièrement la finance. Les altermondialistes s'opposent au libéralisme, qu'ils jugent injuste et dangereux. Mais leur diversité est telle qu'il est préférable de parler de mouvance que de mouvement, même si des tentatives de structuration sont faites à travers l'organisation de « forums sociaux », menés tant à l'échelle continentale (Forum social européen) que planétaire (Forum social mondial).
De prime abord, l'altermondialiste peut être qualifié de révolutionnaire. Il s'appuie en effet sur deux recommandations de Marx : ne plus s'engager selon des réflexes nationalistes ni sur la base de préceptes idéologiques, comme cela s'est produit avec toutes les révolutions précédentes, mais selon une optique pragmatique, où l'on considère les problèmes « globalement », saisis dans leur interdépendance, et où l'on pense qu'il convient de les résoudre « localement » : « sur le terrain », en fonction des singularités de chaque situation. L'un des slogans altermondialistes les plus célèbres est : « Penser globalement, agir localement ».
Toutefois, après des débuts spectaculaires, les altermondialistes ne parviennent pas à se structurer, principalement du fait qu'au nord, on se risque à une critique du développement et qu'au sud, les populations n'aspirent qu'à accéder au développement des pays du nord. Par conséquent, aucune ligne directrice claire ne se dégage : la « dictature des marchés » est dénoncée mais les contre-modèles sont recherchés le plus souvent dans des recettes keynésiennes, revalorisant la notion d'État sans intégrer les raisons qui conduisent les États à s'aligner, tous, sur le marché et la productivisme : l'idéologie technicienne. Une carence d'ordre théorique maintient les altermondialistes dans une oscillation entre « esprit de révolte » (que l'action Occupy Wall Street et le mouvement des Indignés symbolisent assez bien) et « esprit réformiste » (principalement caractérisé en France par Attac et ses recommandations keynésiennes).
Cet échec de l'altermondialisme explique que le mot « révolution » est purement et simplement rayé du vocabulaire militant. En France, en 2009, la Ligue communiste révolutionnaire se dissout pour devenir le Nouveau Parti anticapitaliste. Ce changement symbolise à lui seul la situation : les militants ne sont plus en situation que de contester l'ordre du monde sans même pouvoir imposer l'idée qu'il faudrait le transformer. De fait, cette contestation ne se manifeste plus que de manière éparse, sur des motifs très matériels (principalement les revendications pour le maintien du pouvoir d'achat) et sur le registre de l'humeur (mouvement des Indignés, économistes atterrés, etc.). Face au consumérisme qui domine la planète, les célèbres slogans altermondialistes « Le monde n'est pas une marchandise » et « Un autre monde est possible » sont réduits à une fonction exclusivement incantatoire sans jamais trouver à s'incarner dans un véritable projet de société.

#### Le printemps arabe

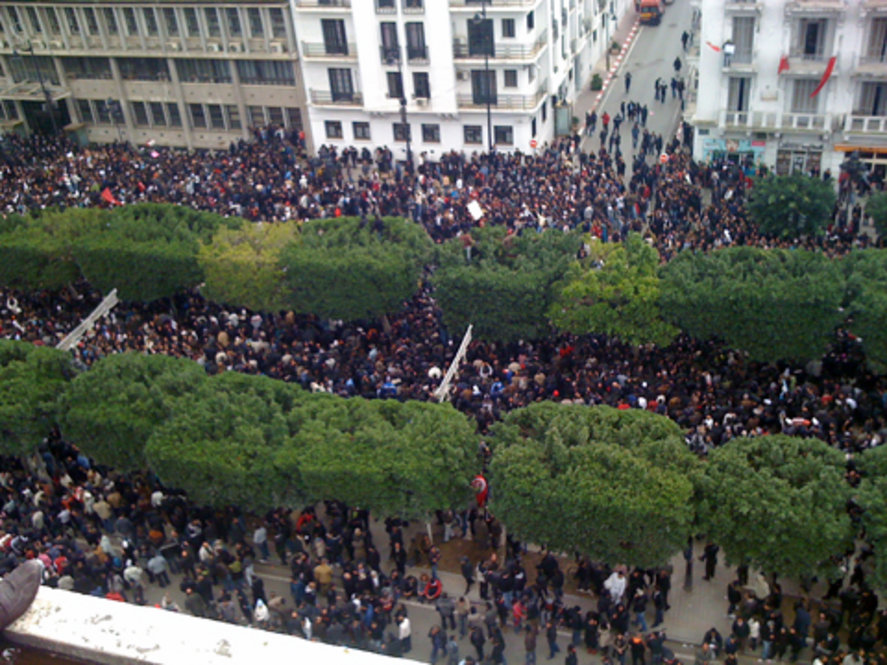
Manifestations à Tunis le 14 janvier.

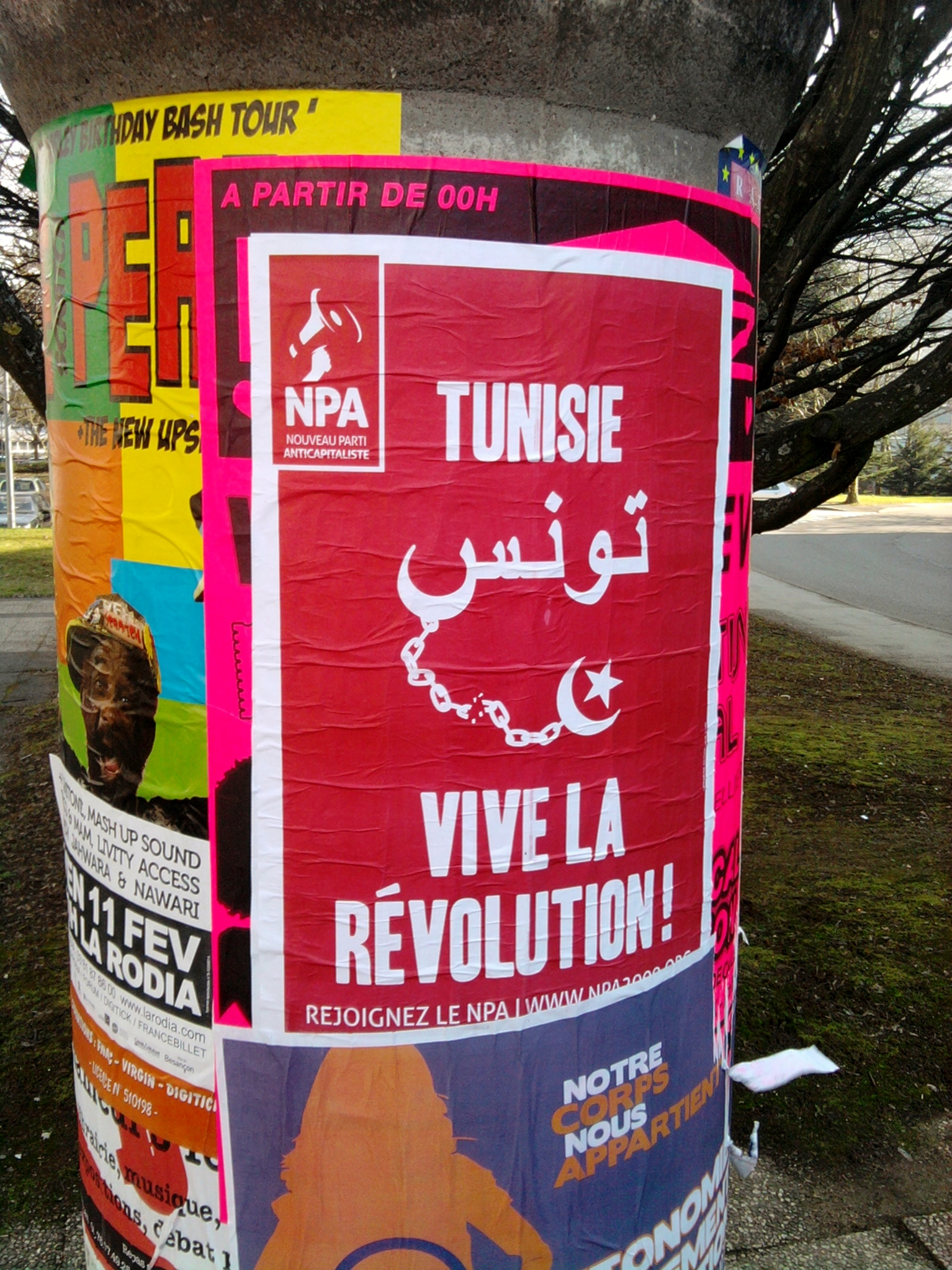
Affiche du NPA en faveur de la révolution tunisienne de 2010-2011, à Besançon (Doubs, France).

Dans plusieurs pays arabes s'exprime certes une volonté forte de se libérer des carcans que représentaient les dictatures autrefois mises en place avec le soutien des pays occidentaux. On qualifie parfois les événements de 2011 (en Tunisie, en Égypte et en Libye) de « révolutions arabes ». Toutefois, les populations ne parviennent pas à s'entendre autour d'un projet commun car elles vivent un dilemme, partagées entre le goût pour la modernité, dont les pays occidentaux restent le modèle et dont elles ne disposent pas des outils conceptuels pour la critiquer, et le poids de la religion, en l'occurrence les prescriptions coraniques extrêmement contraignantes et inégalitaires. La Tunisie semble être le seul pays arabe à avoir pu résoudre cette contradiction grâce, notamment, au consensus qui s'est établi autour du processus constitutionnel qui a suivi la révolution.

#### La révolution numérique
On appelle « révolution numérique » le bouleversement des sociétés apporté par les techniques liées à l'informatique, en particulier Internet. Ce mouvement se traduit par la mise en réseau des individus à l'échelle planétaire via de nouvelles formes de communication (courriels, réseaux sociaux…) et donc une décentralisation radicale dans la circulation des idées. Alors que la plupart des révolutions étaient portées par des leaders, l'avènement du numérique constitue un événement dans la mesure où, précisément, il met un terme à ce processus pyramidal. Il est donc tentant de voir dans la révolution numérique une percée de l'esprit démocratique. En réalité, les informations se multipliant de façon exponentielle et dans toutes les directions (du fait notamment des écoutes téléphoniques et du filtrage d'internet), il se produit une déperdition de l'information qui tend à banaliser, brouiller et/ou détourner le contenu des messages, d'autant que la parole est fréquemment mêlée à tout un flux d'images. L'adage « trop d'information tue l'information » résume cette réalité.
En 2011, durant le Printemps arabe, une thèse circule selon laquelle le renversement du gouvernement de Ben Ali n'aurait pu avoir lieu sans le téléphone portable et les réseaux sociaux chez les contestataires. Elle suscite une controverse : les réseaux sociaux suffisent-ils à renverser un régime ? De ce débat, il semble ressortir que l'utilité de ces moyens est indéniable pour initier un mouvement de contestation mais qu'en revanche ceux-ci sont totalement contre-productifs dès lors qu'il s'agit de l'organiser dans la durée. Pour l'expliquer, dès 2008, l'essayiste Nicholas G. Carr a publié un article dans lequel il énonce la thèse suivante :

« […] le Net devient un médium universel […]. Les avantages d'un accès instantané à une source d'information si riche sont nombreux et ils ont été largement décrits et dûment applaudis. […] Mais comme le soulignait le théoricien des médias Marshall McLuhan dans les années 1960, les médias ne sont pas un simple lieu passif de transmission d'information. Ils fournissent la matière des pensées, mais ils en déterminent aussi le processus. Or ce que le Net semble faire, c'est écailler la capacité de concentration et de réflexion. L'esprit s'attend désormais à prendre l'information là où le net la distribue : dans un flux rapide et mouvant de particules. J'étais un plongeur dans la mer des mots. Maintenant je glisse sur sa surface comme un homme sur un jet ski. »

Il est d'usage d'apparenter la révolution numérique à la révolution de l'imprimerie, et à la révolution industrielle afin de désigner des mutations de l'humanité qui, à la différence des révolutions classiques, se produisent sans qu'un projet préétabli de façon concertée en soit l'origine. Du coup, l'expression « révolution numérique » serait trop restrictive, dans la mesure où le phénomène constituerait l'aspect le plus visible de ce que l'on appelle le progrès technique. Jacques Ellul affirme : « nous ne contrôlons plus le progrès technique car à présent, c'est lui qui gouverne nos actes ». Et commentant la citation de Marx « on n'évalue pas une idéologie à ce qu'elle révèle mais à ce qu'elle cache », Bernard Charbonneau affirme : « plus les hommes s'évertuent à croire que la technique est neutre, plus ils neutralisent leur esprit critique à son endroit ».
La révolution numérique n'est pas directement, explicitement, politique car les choix ne s'opèrent pas de façon démocratique mais sont établis par des experts mandatés. Ainsi, par exemple, en 2013, l'Union européenne soutient financièrement le « Projet du cerveau humain » dont l'objectif est de simuler le fonctionnement du cerveau humain grâce à un superordinateur afin — est-il déclaré — de développer des thérapies plus efficaces sur les maladies neurologiques. Le coût du projet est estimé à 1,19 milliard d'euros mais n'a résulté d'aucune consultation citoyenne. Ce qui fonde la révolution numérique est la « logique » du progrès technique, la politique étant en quelque sorte assignée à se mettre à son diapason, ce que résume l'adage « on n'arrête pas le progrès ». À fortiori, elle n'a plus rien à voir avec l'idée de révolte, qui portait toutes les révolutions depuis la Révolution française, ce qui explique en partie le phénomène de la dépolitisation et la « crise de l'engagement ». Tout au contraire, elle n'a lieu que parce qu'une majorité d'individus se conforment à l'esprit du temps, celui de l'idéologie technicienne, qui se manifeste désormais dans tous les domaines de l'activité humaine.
L'industrie numérique représente le principal vecteur de la civilisation des loisirs dans la mesure où, affirme Ellul, « l'idéologie du bonheur constitue le fondement de la modernité ». L'économie numérique portant l'essentiel de l'économie mondiale et celle-ci étant devenue une économie de marché, elle se présente comme la consécration à la fois du fétichisme de la marchandise analysé par Marx et du dogme de la croissance vanté par les libéraux. In fine, la révolution numérique est une révolution politique au sens où le libéralisme est une révolution conservatrice, allant dans le sens de l'esprit du temps et de l'idéologie du progrès.

## Théories
Contre quoi faire la révolution ? L'État ? La bourgeoisie possédante ? Le capitalisme ?… Et surtout pour quoi la faire ? Un monde plus égalitaire ? La fin de la lutte des classes ? La disparition du prolétariat ou au contraire sa « dictature » (comme l'avançaient les marxistes-léninistes russes) ?… Ces deux questions sont inépuisables. Ne sont mentionnées ici que quelques lignes de repères.

### XVIIIesiècle
Ce siècle est d'abord celui du développement du machinisme, auquel les historiens donnent le nom de révolution industrielle. Ce phénomène n'a pas été prémédité, il s'est construit de façon improvisée, au fil des découvertes scientifiques et des inventions techniques, plongeant l'humanité dans ce que l'on appelle communément « la modernité » : les individus se présentent comme « autonomes », « émancipés », maîtres de leurs destins, le développement de la science et de la technique les invite à relativiser de plus en plus les valeurs qui étaient les leurs depuis plusieurs siècles et qui étaient véhiculées par la chrétienté. Il les incite à repousser toujours plus loin les limites de la nature, à se créer un environnement de plus en plus « technicisé » (façonné par la technique) : l'agglomération urbaine, les chemins de fer qui sillonnent les campagnes, les usines. Par conséquent, il les contraint à inventer de nouvelles valeurs, en lieu et place des valeurs chrétiennes, comme pour justifier ce changement. La première d'entre elles est « le bonheur ». Le terme n'est pas neuf mais, dans le contexte, il prend un sens inédit, celui de « confort matériel ». Il n'existe au XVIIIe siècle aucune « théorie révolutionnaire » mais, selon Jacques Ellul, « l'idéologie du bonheur constitue le ferment de toutes les révolutions à venir ».

#### Adam Smith
Dans la mesure où l'on considère le libéralisme économique comme une « révolution conservatrice », certains écrits de son fondateur, le philosophe et économiste écossais Adam Smith, peuvent rétrospectivement prendre une valeur de manifeste. Dans sa Théorie des sentiments moraux, Smith estime que, du fait que les intérêts particuliers se concilient « naturellement » avec l'intérêt collectif, la liberté laissée à chacun de poursuivre son intérêt particulier favorise le progrès matériel de l'ensemble de la société. C'est pourquoi, conclut-il, « les lois ont pour but la recherche du bonheur individuel en même temps que celle du bonheur collectif ».

### XIXesiècle
La Révolution française ayant abouti en France à l'instauration de l'Empire puis la restauration de la monarchie ; la révolution industrielle générant quant à elle le prolétariat et un développement exponentiel des inégalités sociales, différents penseurs se demandent comment la société pourrait sortir de ce qu'ils considèrent comme une impasse. Sur ce registre, Karl Marx apparaît comme le penseur le plus fécond ; celui, en tout cas dont l'influence sera la plus importante et la plus durable.

#### Alexis de Tocqueville
La première analyse critique du phénomène révolutionnaire émane de l'historien français Alexis de Tocqueville. Dans son essai L'Ancien Régime et la Révolution publié en 1856, il ne considère pas la Révolution française comme une rupture mais comme l’aboutissement d’un processus engagé depuis des siècles et dont l’achèvement est la centralisation de l’État. Même si Tocqueville ne traite que de la Révolution française, ses spéculations permettent de réfléchir à la multiplicité des paramètres qui entrent en jeu dans tout processus révolutionnaire. Il est en tout cas le seul auteur que mentionne Bernard Charbonneau dans son volumineux ouvrage L'État, soulignant ainsi le caractère à la fois actuel et synthétique de sa critique.

#### Karl Marx
Le premier grand théoricien de la révolution est le philosophe allemand Karl Marx. Selon lui, la révolution doit s'attaquer à deux ennemis : les infrastructures économiques, autrement dit, l'appareil de production, et l'État, tous deux parce qu'ils sont aux mains d'une classe sociale (la bourgeoisie) qui s'en sert pour assurer sa domination sur une autre (le prolétariat).
Dans Le Capital, il écrit :

« L'industrie moderne ne considère jamais définitif le mode actuel d'un procédé. Sa base est donc révolutionnaire. Au moyen de machines, de procédés chimiques et d'autres moyens, elle bouleverse les fonctions des travailleurs et les combinaisons sociales du travail, dont elle ne cesse de révolutionner la division établie. »

 Citant ce passage, Ellul fait remarquer que Marx a pleinement conscience du fait que le régime capitaliste crée les conditions propices à l'application de la science et de la technique dans la sphère de la production.
En 1871, commentant la Commune de Paris, Marx écrit :

« La Commune ne fut pas une révolution contre une forme quelconque de pouvoir d’État, légitimiste, constitutionnelle, républicaine ou impériale. Elle fut une révolution contre l’État comme tel, contre cet avorton monstrueux de la société (…) Elle ne fut pas une révolution ayant pour but de transférer le pouvoir d’État d’une fraction des classes dominantes à une autre mais une révolution tendant à détruire cette machine abjecte de la domination de classe. »

Maintes fois dans son œuvre, Ellul regrette que ce n'est pas cette radicalité que les marxistes retiendront plus tard de Marx mais le concept de lutte des classes qui était certainement pertinent à son époque mais qui ne l'est plus au XXe siècle du fait que ce n'est plus le travail humain qui est créateur de richesse mais la technique.

#### Les marxistes
En août-septembre 1917, Lénine écrit L'État et la Révolution : la doctrine marxiste de l'État et les tâches du prolétariat dans la révolution, ouvrage interrompu par les événements d'octobre 1917. Il déclare défendre les analyses de Marx et Engels sur la nature de l'État contre ce qu'il considère être une déformation de leur pensée par les théoriciens réformistes de la social-démocratie qui se réclament du marxisme, en particulier Kautsky. L'État y est analysé comme un instrument d'oppression visant à assurer la domination d'une classe sociale sur une autre dans un mode de production donné.
La révolution permanente est un mot d'ordre lancé par Marx puis développé par Trotsky et Parvus pour désigner le processus par lequel la révolution ne s'arrête pas tant qu'elle n'a pas atteint tous ses objectifs. Pour Trotsky, les révolutions de notre temps ne sauraient s'arrêter à des réalisations nationales et bourgeoises : le prolétariat doit s'emparer du mouvement pour entreprendre une révolution mondiale et communiste.
Certains courants communistes et marxistes se sont aussi montrés critiques et opposés vis-à-vis de la stratégie léniniste de la révolution communiste, par exemple les conseillistes (Anton Pannekoek, Paul Mattick, Karl Korsh etc.). Le conseillisme (ou "communisme de conseils") est concentré sur les conseils ouvriers comme forme d'organisation révolutionnaire par les masses populaires, s'opposant ainsi au modèle léniniste d'un parti d'avant-garde qui doit saisir l'appareil d'État. Le conseilliste Anton Pannekoek dit : « La véritable organisation dont ont besoin les ouvriers dans le processus révolutionnaire est une organisation dans laquelle chacun participe, corps et âme, dans l'action comme dans la direction, dans laquelle chacun pense, décide et agit en mobilisant toutes ses facultés – un bloc uni de personnes pleinement responsables. Les dirigeants professionnels n'ont pas place dans une telle organisation. Bien entendu, il faudra obéir : chacun devra se conformer aux décisions qu'il a lui-même contribué à formuler. Mais la totalité du pouvoir se concentrera toujours entre les mains des ouvriers eux-mêmes. [...] La naissance des conseils ouvriers prend place avec la première action de caractère révolutionnaire ; leur importance et leurs fonctions croissent à mesure que se développe la révolution. »

#### Les anarchistes
L'anarchisme est fondé sur la négation du principe d'autorité dans l'organisation sociale et le refus de toute contrainte institutionnelle. Les anarchistes veulent bâtir une société sans domination, où, économiquement, les individus coopèrent librement dans une dynamique d'autogestion et de fédéralisme. L'idée qu'ils promeuvent, c'est « l'ordre moins le pouvoir ». En regard des marxistes, ils ont produit relativement peu d'écrits car ils se focalisent essentiellement sur la pratique. C'est le cas en particulier de Bakounine. Mais ceux dont on dispose sont extrêmement précieux, notamment les Quinze revendications de Kronstadt (février 1921), qui - bien que portant pour la plupart sur des questions très pratiques - peuvent prendre a posteriori valeur de manifeste. Ils défendent la liberté de parole et de la presse, la liberté d'association, la libération des prisonniers politiques, le fait d'interdire à un parti d'avoir le privilège de la propagande de ses idées ou de recevoir la moindre subvention de l'État.

### XXesiècle
Après la mort de Marx, l'ensemble des théoriciens (dont certains, comme Lénine et Mao, sont également des leaders révolutionnaires) se prononcent par rapport à ses analyses, le plus souvent pour s'en réclamer, les amender et les réactualiser ; plus rarement pour en contester la pertinence.

#### Hannah Arendt
Dans son Essai sur la révolution, en 1963, la philosophe américaine (d'origine allemande) Hannah Arendt (1906-1975) oppose au modèle de la Révolution française et des luttes contre la misère, un ensemble d'événements qui tentent de fonder la liberté. Parmi ces événements, elle retient principalement la Commune de Paris (1871), la révolution hongroise et la révolution américaine. La figure de l'État n'est pratiquement pas contestée par Arendt, pas plus que n'est critiqué le modèle de vie bourgeois.

#### Les marxiens
On appelle aujourd'hui marxiens les théoriciens qui, tout en se réclamant de la pensée de Marx se démarquent radicalement du marxisme, considérant qu'il n'est qu'une idéologie parmi d'autres et dans laquelle Marx ne se serait pas reconnu. Ils considèrent que la révolution n'est plus à penser en termes de rapports de classes et de domination et qu'elle ne consiste plus à renverser tel ou tel système; elle est à penser en termes d'aliénation. À la différence des marxistes, qui continuent de se référer au postulat de Marx selon lequel la révolution consiste à se réapproprier les outils de production, les marxiens considèrent qu'il faut repenser la nature même de la production, admettre que la valeur travail est une idéologie qui a été véhiculée par les socialistes tout autant que par les capitalistes et qu'il en a résulté l'idéologie de la croissance. La critique marxienne dépasse donc largement celle du capitalisme et porte sur le productivisme dans son ensemble.

#### Jacques Ellul
Parmi les marxiens, Ellul est celui qui étudie le plus le concept de révolution. Mais il ne se contente pas de l'étudier; il propose lui-même un nouveau type de révolution. Ceci dès 1935, alors qu'il est âgé de 23 ans et qu'il s'inscrit encore dans la mouvance du courant personnaliste :

« Actuellement, toute révolution doit être immédiate, c'est-à-dire qu'elle doit commencer à l'intérieur de chaque individu par une transformation de la façon de juger (…) et d'agir. C'est pourquoi la révolution ne peut plus être un mouvement de masse et un grand remue-ménage (…). C'est pourquoi encore il est impossible actuellement de se dire révolutionnaire sans être révolutionnaire, c'est-à-dire sans changer de vie. (…) Nous verrons le véritable révolutionnaire non pas dans le fait qu'il prononce un discours (…) mais dans le fait qu'il cesse de percevoir les intérêts de son argent. »

Ellul analyse les grands moments révolutionnaires et les raisons qui les ont conduits aux résultats opposés à ceux attendus. Trois ouvrages en particulier font de lui le principal théoricien de la révolution en France[non neutre] :
- Autopsie de la révolution[4] ;
- De la révolution aux révoltes[11] ;
- Changer de révolution. L'inéluctable prolétariat[80].

Il considère que la révolution « moderne » (dont la Révolution française est le paradigme) n’est pas une révolte ayant réussi. À la différence de la révolte, viscérale et impulsive, elle s’appuie sur une doctrine qui cherche à s’appliquer au réel. Elle n’a rien de désespéré, au contraire, elle cherche à s’institutionnaliser en suivant une méthode et elle vise toujours un certain ordre. Et cet ordre, c'est la constitution étatique. Le « destin récurrent de la révolution », avance Ellul, c'est qu'elle est « la prise en charge d'une aspiration populaire par une classe dominante : une classe qui, au passage, n'oublie pas ses propres intérêts et qui, ce faisant, finit toujours par trahir l'impulsion populaire initiale ». « Le mouvement de l’histoire non seulement ne précipite pas la chute de l'État mais il le renforce. C’est ainsi, hélas, que toutes les révolutions ont contribué à rendre l’État plus totalitaire ». C'est pourquoi, conclut-il, « croire que l'on modifiera quoi que ce soit par la voie institutionnelle est illusoire ».
La critique qu'Ellul fait de l'État ne l'apparente ni à l'anarchisme (mouvement qu'il affectionne mais qu'il considère comme utopiste) ni au libéralisme (en lequel il ne voit qu'une idéologie mortifère), raison pour laquelle le politologue Patrick Troude-Chastenet le qualifie d'inclassable et pour laquelle sa réception reste encore assez discrète. Ce qu'Ellul dénonce avant tout dans l'État, c'est sa masse, sa taille écrasante en regard de celle de l'individu.
Ellul n'est pas seulement un théoricien de la révolution, il est aussi, jusqu'à sa mort en 1994, un ardent défenseur de l'idée même de révolution. Citant Robert Aron et Arnaud Dandieu, « la révolution est l'émancipation de la personnalité humaine », il affirme en effet : « c'est au travers d'actes révolutionnaires que l'homme se fait, lorsqu'il remet radicalement en question son milieu environnant. Or aujourd'hui, son milieu, c'est la technique ». Mais la démystification de la technique passe inévitablement par celle de son instance de légitimation : l'État. De la même manière qu'au XIXe siècle l'État a légitimé le capitalisme, de la même manière au XXe siècle il rend légitime l'idéologie technicienne. Or la technique est encore moins reconnue comme idéologie que le capitalisme dans la mesure où les contraintes sont encore plus intériorisées : elle semble indolore et abstraite car il n'y a plus cette fois d'ennemi clairement désigné. Pour contrer l'idéologie technicienne et l'Étatisme, la révolution reste plus que jamais « nécessaire ». Mais elle ne peut avoir lieu que si la soif de liberté prend l'ascendant sur la quête de confort matériel (assuré de plus en plus par la Technique) et sur l'esprit de puissance, de rationalité et d'efficacité (que l'État ne cesse de valoriser, à travers la police, l'armée, le contrôle social, etc.). La révolution n'est surtout envisageable que si cette quête de liberté prend la forme, chez les individus, d'une volonté de changer radicalement de style de vie.

#### Guy Debord
Pour Guy Debord, l’affrontement politique est/ouest (qui naît au lendemain de la Seconde Guerre et qui absorbe la quasi-totalité des intellectuels pendant au moins trois décennies) est un faux débat. Une idéologie ne s'évalue pas en effet au jugé de tel ou tel discours mais de telle ou telle façon de vivre au quotidien. L'idéologie qui nécessite en premier lieu d'être combattue est commune au capitalisme et au socialisme, elle est entièrement axée sur le confort bourgeois et sur les moyens d'y accéder (État, technique, économisme…). Notre monde se dit moderne, il est en réalité archaïque car il se nourrit de ce que Marx appelle le fétichisme de la marchandise: l'immense majorité des humains est aliénée par la consommation, toutes les activités sont marchandisées et le plus grave est que cela semble normal et acceptable. Est par conséquent « révolutionnaire » le fait de renverser cette situation et, pour cela, de démystifier l'idée même de modernité en démontrant que, sous des arguments progressistes, celle-ci est l'incarnation du plus plat conformisme, la conséquence à terme étant l'anesthésie de tout esprit critique. La révolution exige de se dégager du mode de vie bourgeois et des convenances qui, au fond, justifient la société de consommation. Tant que ce n'est pas fait, le monde est voué à n'être qu'un spectacle.
Debord n'est pas le seul à porter sur le monde de l'après-guerre un regard désabusé mais c'est justement pour lui un acte révolutionnaire que d'exprimer ce désenchantement de façon à le convertir en éloge de la liberté : la désaliénation passe par l'analyse scrupuleuse de l'aliénation. La révolution ne s'opère pas tant par le discours que par le comportement, le style de vie, la façon de voir. Elle exige de regarder la ville (la caricature du « monde moderne ») de façon détachée, ce que Debord appelle la dérive. Il s'agit ensuite de créer des situations de vie nouvelles. En 1957, Debord prend une part active à la création de l'Internationale situationniste (abréviation : IS), une organisation se situant dans la filiation de pensée d'Anton Pannekoek et Rosa Luxemburg et s'inspirant du communisme de conseils. Le texte fondateur de l'IS, le « Rapport sur la construction de situations et sur les conditions de l'organisation et de l'action de la tendance situationniste internationale », s'ouvre sur ces mots :

« Nous pensons d'abord qu'il faut changer le monde. Nous voulons le changement le plus libérateur de la société et de la vie où nous nous trouvons enfermés. Nous savons que ce changement est possible par des actions appropriées. Notre affaire est précisément l'emploi de certains moyens d'action, et la découverte de nouveaux, plus facilement reconnaissables dans le domaine de la culture et des mœurs, mais appliqués dans la perspective d'une interaction de tous les changements révolutionnaires. Ce que l'on appelle la culture reflète, mais aussi préfigure, dans une société donnée, les possibilités d'organisation de la vie. Notre époque est caractérisée fondamentalement par le retard de l'action politique révolutionnaire sur le développement des possibilités modernes de production, qui exigent une organisation supérieure du monde. »

Debord est radical et sans concession dans ses propos : « La révolution est à réinventer, voilà tout », mais ses critiques lui reprochent de ne pas se distancier suffisamment du marxisme et notamment de ne pas se déprendre du concept de lutte de classes qu'ils jugent dépassé. Plus gênant encore est le fait qu'à la différence d'un Ellul, qui préconise par exemple l'ascèse et la contemplation, Debord s'interdit toute approche normative et programmatique, il ne propose en particulier aucune « valeur contre-bourgeoise » sur laquelle construire la révolution. Cette carence contribue non seulement à rendre sa pensée inapplicable mais à l'exposer aux contresens. De fait, le fameux slogan de 68, Vivre sans temps mort et jouir sans entraves reprend l'idée des situationnistes que la révolution est à mener sur le plan de la vie quotidienne mais les libéraux-libertaires la retournent dans un sens étroitement hédoniste qui a pour conséquence de désamorcer durablement toute critique envers la société de consommation.

#### André Gorz
Au lendemain des événements de Mai 68, le philosophe français André Gorz écrit Réforme et révolution. Il y affirme notamment : « L’avènement du socialisme ne résultera ni d’un aménagement progressif du système capitaliste, tendant à rationaliser son fonctionnement et à institutionnaliser les antagonismes de classe ; ni de ses crises et de ses déséquilibres, dont le capitalisme ne peut éliminer ni les causes ni les effets, mais qu’il sait empêcher désormais de revêtir une acuité explosive ; ni d’un soulèvement spontané des mécontents ; ni de l’anéantissement, à coup d’anathèmes et de citations, des social-traîtres et des révisionnistes. Il résultera seulement d’une action consciente et à long terme dont le début peut être la mise en œuvre graduelle d’un échelonnement cohérent de réformes, mais dont le déroulement ne peut être qu’une succession d’épreuves de force, plus ou moins violentes, tantôt gagnées, tantôt perdues ; et dont l’ensemble contribuera à former et à organiser la volonté et la conscience socialistes des classes travailleuses ». En cela, les positions de Gorz s'apparentent au marxisme mais, en même temps, se démarquent de son orthodoxie par le fait qu'elles valorisent le rôle de la responsabilité individuelle. Mais la fin de sa vie est marquée par un revirement. Dans Misères du présent, richesse du possible (1997) puis L'immatériel (2003), Gorz considère que l'évolution récente du capitalisme est marquée par la disparition de la valeur travail et par l'émergence de l'intelligence en tant que génératrice de richesse. À cette époque, il s'intéresse à la Wertkritik (critique de la valeur), courant intellectuel allemand principalement représenté par la revue Krisis et la personnalité de Robert Kurz, ainsi que par les écrits du sociologue et historien américain Moishe Postone. Dans les deux cas, est réinterprétée la théorie critique de Marx. Gorz considère alors comme révolutionnaire tout changement de mode de vie caractérisé d'une part par une consommation moindre d'énergie, d'autre part (et de façon corollaire) par une réduction drastique de la durée du temps de travail ainsi qu'une redéfinition complète de la notion de travail. La surconsommation d'énergie des uns condamnant inévitablement les autres à la misère et menaçant à terme l'équilibre de la planète, adopter un mode de vie sobre est désormais une nécessité absolue. La révolution, avant de s'inscrire dans des changements institutionnels, passe donc par une prise de conscience de chaque individu et surtout la traduction de cette prise de conscience dans ses actes au quotidien. Aujourd'hui au centre du débat de la décroissance, les analyses de Gorz contribuent à mettre en lien les questions de transformation sociale et d'écologie avec une réflexion sur l'individualisme. Comme celles d'Ellul et de Charbonneau, elles trouvent un prolongement dans le mouvement de la décroissance.

### XXIesiècle
Malgré les efforts des penseurs marxiens, il n'existe plus au XXIe siècle de projet révolutionnaire s'appuyant sur les théories socio-politiques de Marx et l'idée de disparition des classes sociales. En revanche, la « révolution numérique » compte un certain nombre de théoriciens qui se définissent comme transhumanistes et que leurs détracteurs qualifient de « technoprophètes » sans les prendre au sérieux.

#### Le transhumanisme
Le transhumanisme est un mouvement culturel né aux États-Unis dans les années 1980 (période où le terme « mondialisation » entrait dans le langage courant), prônant l'usage des sciences et des techniques afin d'améliorer les caractéristiques physiques et mentales des êtres humains. Quelques futurologues ont alors prédit que les humains seraient un jour capables, grâce au progrès technique, de se doter de capacités considérées aujourd'hui comme surhumaines. Partant de cela, ils ont considéré qu'il importait de ne pas attendre d'être confrontés aux faits et d'élaborer un « projet de société » à l'échelle planétaire.
Même si elles restent encore assez peu connues et si l'on ne s'y réfère pas toujours explicitement, les thèses transhumanistes se concrétisent peu à peu dans le champ politique. Pour la première fois aux États-Unis, lors d'un discours enthousiaste et visionnaire que prononce le président américain Bill Clinton le 21 janvier 2000 au Caltech (Institut de Technologie de Californie) pour présenter son budget « recherche » pour les années à venir, le panneau devant lequel il s'exprime affiche ces mots : Investing in Science and Technology for a strong America (Investir dans la Science et la Technologie pour une Amérique forte). La rhétorique révolutionnaire du XXe siècle a disparu mais non pas les fondamentaux : utiliser l'infrastructure pour élever (ou maintenir) un pays au premier rang des nations.
Le projet transhumaniste d'une humanité transformée par la technique suscite de nombreuses réactions, tant positives que négatives. Francis Fukuyama déclare qu'il s'agit de « l'idée la plus dangereuse du monde », ce à quoi l'un de ses promoteurs, Ronald Bailey, répond que c'est, au contraire, « le mouvement qui incarne les aspirations les plus audacieuses, courageuses, imaginatives et idéalistes de l'humanité ».

### Filmographie
- 2000 : Révolution, dessin animé de Manuel Otéro